# Liste der Kulturdenkmale in Reichenbach im Vogtland (L–Z)

Wappen von Reichenbach

In der Liste der Kulturdenkmale in Reichenbach (L–Z) sind die Kulturdenkmale der Stadt Reichenbach verzeichnet, die bis Februar 2020 vom Landesamt für Denkmalpflege Sachsen erfasst wurden (ohne archäologische Kulturdenkmale) und deren Straßenname mit den entsprechenden Anfangsbuchstaben beginnt. Die Anmerkungen sind zu beachten.
Diese Aufzählung ist eine Teilmenge der Liste der Kulturdenkmale in Reichenbach im Vogtland.

## Liste der Kulturdenkmale in Reichenbach
| Bild                                    | Bezeichnung | Lage                                                                                        | Datierung | Beschreibung | ID       |
| --------------------------------------- | --- | ------------------------------------------------------------------------------------------- | --- | --- | -------- |
| Direkt Bild zu diesem Denkmal hochladen | Wohnhaus in geschlossener Bebauung, mit Gartenanlage und Einfriedung zur rückwärtigen Straße Am Graben                                                             | Lange Gasse 4 (Karte)                                                                       | Nach 1830 | Baugeschichtlich und städtebaulich von Bedeutung. Mehrfach überformt und umgebaut, alte Hausstruktur und Keller von vor 1830 erhalten. | 09245449 |
| Direkt Bild zu diesem Denkmal hochladen | Wohnhaus in geschlossener Bebauung | Lange Gasse 5 (Karte)                                                                       | 1. Hälfte des 19. Jahrhunderts | Baugeschichtlich und städtebaulich von Bedeutung | 09302328 |
| Direkt Bild zu diesem Denkmal hochladen | Wohnhaus, Hinterhofgebäude und Hausgarten | Lange Gasse 8 (Karte)                                                                       | Nach 1830, im Kern älter | Ehemaliges Seifensiederhaus, baugeschichtlich, städtebaulich und sozialgeschichtlich von Bedeutung, Gebäude bestehend aus Vordergebäude, Hinterhofgebäuden und Siedehaus - Wohnhaus: Bruchsteinmauerwerk, Fenster und Türen 19. Jahrhundert, Fassade vermutlich in der 2. Hälfte des 19. Jahrhunderts überformt, Tor und Garten, im Ladenbereich Kreuzgewölbe - Hinterhofgebäude: Fachwerk-Obergeschoss, stark geschädigt, ehemaliger Laubengang auf Steinsäulen | 09245451 |
| Direkt Bild zu diesem Denkmal hochladen | Wohnhaus, in ehemals geschlossener Bebauung | Lange Gasse 10 (Karte)                                                                      | Nach 1830, Kern womöglich älter | Mit Laden, baugeschichtlich und städtebaulich von Bedeutung, mit Segmentbogentor. Teilweise im Erdgeschoss entstellend verändert, Türportal erhalten, zweigeschossig, Gesims. | 09245450 |
| Direkt Bild zu diesem Denkmal hochladen | Villa mit Gartenanlage | Lengenfelder Straße 5 (Karte)                                                               | Um 1900 | Bau des Späthistorismus, straßenbildprägender Turm, baugeschichtlich und architekturgeschichtlich von Bedeutung. Gelbe Klinkerfassade mit Eckquaderung, Fachwerkelemente in Zwerchgiebeln, Türme, unregelmäßiger Grundriss, Schwebegiebel, Erker, Treppe mit originalem Geländer, Eckturm mit Welscher Haube, Ochsenaugengauben, ornamentale Verzierungen über Fenstern. Irrtümlich als Lengenfelder Straße 1 in der offiziellen Denkmalliste. | 09245726 |
| Direkt Bild zu diesem Denkmal hochladen | Villa mit Garten | Lessingstraße 1 (Karte)                                                                     | Um 1900 | Bau des Historismus im Stil der deutschen Neorenaissance, baugeschichtlich und städtebaulich von Bedeutung. Klinkerfassade, Fassadenverzierung, Ornamentplatten mit Köpfchen, Muschelornamente, unter Fenster Klinker als Zierelemente, oranger Klinker, schwarzglasierte Ziegel als Band, Volutengiebel am Risalit, unregelmäßiger Grundriss, Türverdachung mit schmiedeeisernem Gitter, schöne originale Haustür mit Gittern, Balkon mit kannelierten Säulen, darüber Wintergarten, entstellender nachträglicher Anbau, Polygonsockel, Eckquaderung, weitere schmiedeeiserne Gitter, Verzierungen im Traufbereich, Freitreppe in Garten. Irrtümlich als Lessingstraße 4 in der offiziellen Denkmalliste. | 09245467 |
| Direkt Bild zu diesem Denkmal hochladen | Villa mit Garten, Resten der Einfriedung und Gartenlaube | Lessingstraße 2 (Karte)                                                                     | Bezeichnet mit 1898 | Bau des Historismus mit reicher Innenausstattung, Deckenbemalung im Jugendstil, baugeschichtlich und städtebaulich von Bedeutung. Eckerker, halbrunder Balkon im ersten Obergeschoss, Bleiglasfenster, Klinkerfassade, oranger Klinker, Eckquaderung mit Bossenquadern, Volutengiebel mit Säulen und Kragsteinen, Ecke überhöht mit Zeltdach, originale Dachausbauten, schöne reich verzierte Fenster, Sockel mit Bossenquaderung, Treppenhaus mit Bleiglasfenstern datiert „1898, H. B.“ bezeichnet, Darstellung der Metallurgie, Zahnrad, Feustel, Schraubstock, Amboss und weibliche Figur, reiche Innenausstattung, Stuckdecken, originale Bemalung von Harnisch erhalten, Darstellung der vier Jahreszeiten, Holzschiebetüren mit reicher, ornamentaler Verzierung, wandfester Einbauschrank, Reste der Wandvertäfelung, in der Halle Holzbalkendecke, Freifläche mit Atlanten, die den Dreiecksgiebel tragen, Mittelrisalit, Volutengiebel. | 09245468 |
|                                         | Villa | Lessingstraße 3 (Karte)                                                                     | Um 1925 | Heimatstil, baugeschichtlich und städtebaulich von Bedeutung. Putzfassade, quadratischer Grundriss, Walmdach, Erker mit Holz verziert, Kupferblech-Verdachung, sehr guter Originalzustand, am Obergeschoss Fensterläden mit Jalousie. | 09245466 |
| Direkt Bild zu diesem Denkmal hochladen | Mietshaus in geschlossener Bebauung konzipiert | Liebaustraße 20 (Karte)                                                                     | Um 1890 | Zeittypischer gründerzeitlicher Putzbau in gutem Originalzustand, städtebaulich und baugeschichtlich von Bedeutung. Putzfassade geschädigt, Putznutung im Erdgeschoss, Fenster erneuert, fünf Achsen, dreigeschossig, wichtig als Teil des geschlossenen Straßenzugs. | 09245537 |
| Direkt Bild zu diesem Denkmal hochladen | Mietshaus in geschlossener Bebauung | Liebaustraße 21 (Karte)                                                                     | Um 1890 | Reich gegliederter, gründerzeitlicher Putzbau in sehr gutem Originalzustand von baugeschichtlichem und städtebaulichem Wert. Fünf Achsen, dreigeschossig, Putznutung im Erdgeschoss, originale Haustür, Putz geschädigt. | 09245536 |
| Direkt Bild zu diesem Denkmal hochladen | Mietshaus in halboffener Bebauung | Liebaustraße 22 (Karte)                                                                     | Um 1890 | Anspruchsvoll gestalteter, gründerzeitlicher Putzbau in gutem Originalzustand von baugeschichtlichem und städtebaulichem Wert. Dreigeschossig, fünf Achsen, Putz stark geschädigt (1994), Putznutung im Erdgeschoss, originale Fenster. | 09245535 |
| Direkt Bild zu diesem Denkmal hochladen | Mietshaus in Ecklage mit seitlicher Einfriedung | Liebaustraße 38 (Karte)                                                                     | 1904–1905 | Mit Laden, städtebaulich markanter, spätgründerzeitlicher Putzbau mit aufwändiger Fassadengestaltung, von baugeschichtlicher und städtebaulicher Bedeutung. Reich verzierter Eckbau, dreigeschossig, Ecke überhöht, figuraler und ornamentaler Schmuck, Lisenen. | 09245507 |
|                                         | Ehemalige Druckwerke Reichenbach, heute Wohnhaus | Marienstraße 6 (Karte)                                                                      | Um 1890 | Baugeschichtlich und ortsgeschichtlich von Bedeutung. Dreigeschossiger Bau der Gründerzeit mit acht Achsen, Fensterverdachungen als waagerechtes Gebälk und in zwei Seitenrisaliten Dreiecksgiebelchen, im ersten Obergeschoss roter Klinker, Werksteinsockel, Eckquaderung und Gesimse, verzierter Holzerker mit Rosetten. | 09245448 |
|                                         | Katholische Pfarrkirche St. Marien mit Ausstattung | Marienstraße 8 (Karte)                                                                      | 1927 | Im Stil zwischen Neuer Sachlichkeit und Neogotik, baugeschichtlich und künstlerisch von Bedeutung. Grundsteinlegung am 24. April 1927, Weihe am 13. August 1927, zeitgleiche Ausstattung: farbige Fenster, Bänke, bildkünstlerische Werke, Farbglasfenster in Bleifassung. Äußeres: schlichte Putzfassade, Turm. Entstanden 1927 durch Umbau einer 1877 eingerichteten Kapelle (in einer umgebauten Fabrikhalle), Architekt war Rudolf Ladewig. | 09245447 |
|                                         | Villa mit Garten | Marienstraße 9 (Karte)                                                                      | Um 1920 | Im Heimatstil der 1920er/1930er Jahre, baugeschichtlich von Bedeutung. Fensterläden, Haus auf annähernd quadratischem Grundriss, Walmdach, Dachausbauten verschieden, originaler Putz, Fenster, Türen, Fensterläden erhalten. | 09245446 |
| Weitere Bilder                          | Rathaus | Markt 1 (Karte)                                                                             | 1837 | Klar gegliederter Bau im Rundbogenstil des frühen 19. Jahrhunderts, baugeschichtlich, ortsgeschichtlich und städtebaulich von Bedeutung. Gesims, Eckquaderung, Putzfassade, Rundbogenfenster und -tür, Traufgesims mit aufwändiger Gesimsgestaltung, originale Fenster. | 09245453 |
| Direkt Bild zu diesem Denkmal hochladen | Wohnhaus in Ecklage, zeitweise Verwaltungsgebäude (Zuckersches Haus)                                                                                               | Markt 2 (Karte)                                                                             | Nach 1833 | Baugeschichtlich und städtebaulich von Bedeutung. Fassadengestaltung verändert, Kubatur erhalten, wichtig für das Platzbild. | 09245824 |
| Direkt Bild zu diesem Denkmal hochladen | Wohnhaus in geschlossener Bebauung | Markt 4 (Karte)                                                                             | Um 1850 | Mit Laden, Fassade mit Mittelrisalit und Dreiecksgiebel, von klassizistischer Wirkung, baugeschichtlich und städtebaulich von Bedeutung. Tordurchfahrt, Kreuzgewölbe im Laden und in Durchfahrt, Fassade verändert, Mittelrisalit mit Frontispiz, kannelierte Pilaster im Erdgeschoss, Motive des Buchdrucks zwischen erstem und zweitem Obergeschoss, dreigeschossig, sechs Achsen, Gauben. | 09245571 |
| Direkt Bild zu diesem Denkmal hochladen | Portalreste in einem späteren Hotelgebäude (Gasthof Goldner Anker)                                                                                                 | Markt 5 (Karte)                                                                             | Bezeichnet mit 1600 | Hausgeschichtlich und ortsgeschichtlich von Bedeutung. Stark verändert und modernisiert, teilweise aufgestockt, vermutlich ältere Bausubstanz wie Kreuzgewölbe, Türportal erhalten, Reste eines Sitznischenportals. | 09245570 |
| Direkt Bild zu diesem Denkmal hochladen | Wohnhaus mit Laden, in geschlossener Bebauung | Markt 8 (Karte)                                                                             | Ende des 19. Jahrhunderts (Wohnhaus); um 1900 (Laden)                                                                                             | Baugeschichtlich und städtebaulich von Bedeutung, mit original erhaltener gründerzeitlicher Ladenzone. Ladenzone original mit gusseisernen Säulen, im Obergeschoss im Inneren Stuckdecken. | 09245653 |
| Direkt Bild zu diesem Denkmal hochladen | Wohnhaus in Ecklage | Markt 9 (Karte)                                                                             | 2. Hälfte des 19. Jahrhunderts | Mit Laden, Ladenfassade im Reformstil, baugeschichtlich und städtebaulich von Bedeutung. Zweigeschossig, bedeutend für das Platzbild. | 09245652 |
|                                         | Wohnhaus in geschlossener Bebauung | Markt 10 (Karte)                                                                            | Um 1800 | Mit Laden, baugeschichtlich und städtebaulich von Bedeutung. Dachstuhl erneuert, mehrfach überformt, nach 1833 Kreuzgewölbe, auch im Ladenbereich. | 09245651 |
| Direkt Bild zu diesem Denkmal hochladen | Wohnhaus in geschlossener Bebauung | Markt 12 (Karte)                                                                            | Um 1905 | Mit Laden, platzbildprägende Fassade mit Mittelrisalit und Dreiecksgiebel, klassizistisches Gebäude, baugeschichtlich und städtebaulich von Bedeutung. Ziegelmauerwerk, Putzfassade, Kreuzgewölbe, prachtvolles Treppenhaus mit schmiedeeisernem Geländer mit Ankermotiv, Kreuzgewölbe auch im Treppenhaus und Hausflur sowie in einem Laden. | 09245654 |
| Direkt Bild zu diesem Denkmal hochladen | Wohnhaus in Ecklage mit Vorgarten zur Johannisgasse | Markt 13 (Karte)                                                                            | Nach 1830, Kern womöglich älter | Baugeschichtlich und städtebaulich von Bedeutung. Nachträglich eingebaute Läden, zweigeschossig, Gauben in zwei Reihen, Putzfassade. | 09245655 |
| Direkt Bild zu diesem Denkmal hochladen | Wohnhaus in Ecklage | Markt 14 (Karte)                                                                            | 19. Jahrhundert | Mit Laden, heute Raiffeisenbank, im Kern ein Bau des Historismus, baugeschichtlich und städtebaulich von Bedeutung. Im Kellerbereich ältere Bausubstanz des 19. Jahrhunderts, ansonsten Neubau. | 09245659 |
| Direkt Bild zu diesem Denkmal hochladen | Wohnhaus mit Laden in geschlossener Bebauung | Markt 15 (Karte)                                                                            | Bezeichnet mit 1833 (Wohnhaus); um 1900 (Laden)                                                                                                   | Baugeschichtlich und städtebaulich von Bedeutung, mit Segmentbogentor, gründerzeitliche Ladenfront. Friseurgeschäft, Laden um 1900, Türportal um 1830 bezeichnet mit „C A“ am Schlussstein, im hinteren und oberen Hausteil modernisiert. | 09245658 |
|                                         | Wohnhaus in geschlossener Bebauung | Markt 17 (Karte)                                                                            | 2. Hälfte des 19. Jahrhunderts | Mit Laden, platzbildprägender Bau des Historismus mit Erker und hohem Giebel, baugeschichtlich und städtebaulich von Bedeutung. Kleiner Erker in der Mittelachse des Obergeschosses, Frontgiebel als Staffelgiebel, originale Haustür und Fenster im Obergeschoss, Laden verändert. | 09245657 |
|                                         | Wohnhaus in geschlossener Bebauung | Markt 18 (Karte)                                                                            | 1. Hälfte des 19. Jahrhunderts | Mit Korbbogentor, baugeschichtlich und städtebaulich von Bedeutung. Kreuzgewölbe im Hausflur, zweigeschossig, schöne Fassadengestaltung im Obergeschoss, fünf Achsen, fünf Ochsenaugen als Gaube. | 09245656 |
| Direkt Bild zu diesem Denkmal hochladen | Wohnhaus in Ecklage | Markt 22 (Karte)                                                                            | 2. Hälfte des 19. Jahrhunderts | Mit Laden, Gründerzeitgebäude, baugeschichtlich und städtebaulich von Bedeutung. Im Ladenbereich teilweise modernisiert, waagerechte Fensterverdachung erstes Obergeschoss, zweigeschossig, zeittypische Fassadengliederung. | 09245454 |
| Weitere Bilder                          | Postmeilensäule | Marktstraße (Karte)                                                                         | Bezeichnet mit 1724, Kopie | Kursächsische Postmeilensäulen (als Sachgesamtheit), verkehrsgeschichtlich von Bedeutung. Kopie einer kursächsischen Distanzsäule von 1724, die ursprünglich am Obertor (Zwickauer Tor) stand. Sie ist mit Entfernungsangaben, Wappenstück und Monogramm versehen und steht auf einem Sockel. Das Jahr der Herstellung der Kopie ist nicht bekannt. | 09304925 |
|                                         | Zwei Wappen und Schrift (Alte Stadtapotheke) | Marktstraße 5 (Karte)                                                                       | Um 1925 | Im Stil der 1920er Jahre, handwerklich-künstlerisch von Bedeutung. Ladengestaltung um 1930 mit Inschrift „Alte Stadtapotheke“ und Stadtwappen. | 09245572 |
| Direkt Bild zu diesem Denkmal hochladen | Mietshaus in geschlossener Bebauung konzipiert | Melanchthonstraße 7 (Karte)                                                                 | Um 1900 | Gründerzeitgebäude, Klinkerfassade, baugeschichtlich von Bedeutung. Putzfassade, waagerechte Fensterverdachungen, Türen und Fenster erneuert, rückbaubare Veränderungen, architektonische Gliederung im Treppenhausbereich erhalten, im Obergeschoss Vereinfachungen an der Fassade, Gesims unter den Fenstern. | 09302376 |
| Direkt Bild zu diesem Denkmal hochladen | Seitengebäude eines Vierseithofes | Melanchthonstraße 8 (Karte)                                                                 | Um 1795 | Fachwerkbau mit V-Streben, baugeschichtlich und wirtschaftsgeschichtlich von Bedeutung. Fachwerk komplett erhalten, im Erdgeschoss ursprünglich zwei Remisen, eine Wand massiv ersetzt, Durchfahrt, Fachwerk mit gezapften Streben, zwei Streben je in einem Gefach, eine Riegelkette, Satteldach, guter Originalzustand, wichtig für Ortsbild. | 09245693 |
| Direkt Bild zu diesem Denkmal hochladen | Mietshaus in halboffener Bebauung, in Ecklage mit Einfriedung und Vorgarten                                                                                        | Mendelssohnstraße 16 (Karte)                                                                | Um 1890 | Repräsentativer Bau des Historismus, Klinkerfassade, Eckturm, baugeschichtlich und städtebaulich von Bedeutung. Orangefarbener Klinker, schwarzglasierte Ziegel als Bänder, Eckerker überhöht, Zwerchgiebel, rundbogige Fenster in Zwerchgiebel, Fensterverdachungen in vielfältigen Formen, originale Fenster, im Erdgeschoss ursprünglich Laden oder Gaststätte. | 09245475 |
| Direkt Bild zu diesem Denkmal hochladen | Mietshaus in Ecklage | Moritz-Löscher-Straße 22 (Karte)                                                            | Um 1912 | Mit Laden, im Reformstil der Zeit um 1910, bauliche Einheit mit Robert-Müller-Straße 1–9, baugeschichtlich und städtebaulich von Bedeutung. Putzfassade, dreigeschossig, Zwerchgiebel. | 09245371 |
| Direkt Bild zu diesem Denkmal hochladen | Doppelmietshaus | Moritz-Löscher-Straße 26, 28 (Karte)                                                        | Um 1910 | Im Reformstil der Zeit um 1910, baugeschichtlich und städtebaulich von Bedeutung. Putzfassade, dreigeschossig, teilweise originale Fenstergliederung erhalten, Putz schadhaft, Erker, Bleiglasfenster im Treppenhaus, Haustüren original. | 09245370 |
| Direkt Bild zu diesem Denkmal hochladen | Mietshaus in Ecklage | Moritz-Löscher-Straße 34 (Karte)                                                            | 1912 | Mit Laden, im Reformstil der Zeit um 1910, Bestandteil der geschlossenen Bebauung Fedor-Flinzer-Straße 2–16, baugeschichtlich und städtebaulich von Bedeutung | 09245367 |
| Direkt Bild zu diesem Denkmal hochladen | Wohnhaus in geschlossener Bebauung und Seitenflügel im Hof | Museumsstraße 1 (Karte)                                                                     | Nach 1830 | Baugeschichtlich und städtebaulich von Bedeutung. Mit Resten der Seitengebäude (unter anderem Wirtschafts- und Kühlräume des Fischladens), Kreuzgewölbe in Kellern, im Ladenbereich im Nebengebäude und im Hausflur, Fassade vereinfacht. | 09245452 |
| Direkt Bild zu diesem Denkmal hochladen | Wohnhaus, später Verwaltungsgebäude | Museumsstraße 2a (Karte)                                                                    | Um 1800 | Platzbildprägende Lage am Johannisplatz, baugeschichtlich und städtebaulich von Bedeutung. Quadratischer Grundriss, neuer Putz, ehemals Wohnhaus, später Stadtbücherei, Jugendclub und Verwaltungsgebäude. | 09245437 |
| Direkt Bild zu diesem Denkmal hochladen | Wohnhaus in halboffener Bebauung | Mylauer Tor 3 (Karte)                                                                       | 1. Hälfte des 19. Jahrhunderts | Städtebaulich von Bedeutung | 09302392 |
| Direkt Bild zu diesem Denkmal hochladen | Wohnhaus in geschlossener Bebauung | Mylauer Tor 4 (Karte)                                                                       | 1. Hälfte des 19. Jahrhunderts | Mit Segmentbogentür, baugeschichtlich und städtebaulich von Bedeutung. Irrtümlich als Mylauer Tor 2 in der offiziellen Denkmalliste. | 09302326 |
| Direkt Bild zu diesem Denkmal hochladen | Fabrikgebäude | Obere Dunkelgasse 45 (Karte)                                                                | 2. Hälfte des 19. Jahrhunderts | Erste Produktionsstätte von August Horch (Automobilbau) in Sachsen, orts- und regionalgeschichtlich von Bedeutung. Einfacher mehrgeschossiger Fabrikbau, seit 1902 für etwa eineinhalb Jahre von August Horch für die Autoproduktion genutzt, bevor der Betrieb nach Zwickau umzog; Fabrik gehörte davor anderem Fabrikanten, Teile der originalen Innenausstattung wie gusseiserne Säulen erhalten, keine Maschinen erhalten. | 09245905 |
| Direkt Bild zu diesem Denkmal hochladen | Wohnhaus in offener Bebauung | Obere Lindenstraße 4 (Karte)                                                                | 1929 | Im Stil der Neuen Sachlichkeit, erbaut als Obdachlosenhaus, Architekt war Rudolf Ladewig, baugeschichtlich von Bedeutung. Putzfassade, Klinkermischbauweise, Fenster betont durch Klinker, ebenso der Ecken, Klinkersockel, Putz schadhaft, viergeschossig, Mezzaningeschoss, annähernd quadratischer Grundriss, kleines Wohnhochhaus. | 09245698 |
| Direkt Bild zu diesem Denkmal hochladen | Villa mit Garten | Oberneumarker Weg 31 (Karte)                                                                | Um 1930 | Im konservativen Baustil der 1920er Jahre, baugeschichtlich von Bedeutung. Putzfassade, Madenputz, Sockel rot gefärbter Putz als Sandsteinimitation durch spezielle Putzstruktur (gehämmert) nachgebildet, halbrunder Treppenhausvorbau, originale Gitter, sehr guter Originalzustand, Fenstergewände original rot gefärbter Beton oder geputzt, roter Porphyrton um Fenster und im Sockelbereich, putzfarbig, originale Gauben, dominante Lage, zweigeschossig. | 09245701 |
| Weitere Bilder                          | Postmeilensäule | Oberneumarker Weg 32 (bei) (Karte)                                                          | Bezeichnet mit 1725 | Kursächsische Postmeilensäulen (als Sachgesamtheit); teilweise Kopie einer Ganzmeilensäule, verkehrsgeschichtlich von Bedeutung. Standort an der Alten Poststraße Reichenbach–Schneeberg, ursprünglicher Standort 500 Meter westlich vom heutigen entfernt, original Sockel aus Granit, Sockel Anfang 1920er Jahre wiederhergestellt und geradegerichtet, Bearbeitung und Ergänzung des fehlenden 1,65 m hohem Oberteil aus Lausitzer Granit, Aufstellung am 5. Juli 1980 an heutigem Standort, Inschrift „1725“ und Posthornzeichen. | 09245702 |
| Direkt Bild zu diesem Denkmal hochladen | Villa (Nr. 54) und Fabrikhalle (Nr. 56) | Oberreichenbacher Straße 54, 56 (Karte)                                                     | Um 1895 (Villa); 1902 (Fabrikhalle) | Gründerzeitgebäude, die Villa im Stil der Neorenaissance, Fabrikgebäude als Klinkerbau, baugeschichtlich und ortsgeschichtlich von Bedeutung - Wohn- und Kontorhaus: zweigeschossiger Massivbau, verputzt, Fensterverdachung im ersten Obergeschoss mit Dreiecks- und Segmentgiebeln, Kranzgesims mit Konsolen, im Erdgeschoss Putznutung, Fenster original, Haustür verändert - Fabrikhalle: Massivbau mit Klinkerfassade, reich ausgebildete Pilasteraufsätze über umlaufender Attika, zwei rundbogige Frontgiebel, risalitartig vortretend, weitgehend Originalzustand beider Gebäude | 09245682 |
| Direkt Bild zu diesem Denkmal hochladen | Villa mit Garten | Oberreichenbacher Straße 88 (Karte)                                                         | Um 1880 | Repräsentativer Bau des Historismus im Stil der italienischen Neorenaissance, baugeschichtlich und ortsgeschichtlich von Bedeutung. Besitzer waren die Fabrikanten Gebrüder Walter, originale Innenausstattung mit Stuckdecken, Zimmer- und Wohnungstüren, Glasätzungen, schmiedeeisernes Treppengeländer mit hölzernem Handlauf, ursprünglich Galerie im Obergeschoss, Putzstuck im Treppenhaus. Eigentlich Mietvilla, im Erdgeschoss wohnte Bankdirektor Zapf, im Obergeschoss die Fabrikanten Walter. Treppenhaus mit Fußbodenfliesen, böhmische Kappengewölbe, an Haustür originale Gitter, Nischen im Treppenhaus, alte Öfen, Fassadengliederung reich gestaltet, original, Putzfassade, zweigeschossig, Putzquaderung im Erdgeschoss, hohes Sockelgeschoss, Eckquaderung, Glattputz im ersten Obergeschoss, Kranzgesims mit Konsolen, waagerechte Fensterverdachung und Dreiecksgiebelchen im ersten Obergeschoss, dort Eckquaderung, polygonaler Erker, darüber Balkon mit Steinbalustrade, weiter Säulenportikus mit Segmentgiebeln, Nischen. | 09245683 |
| Direkt Bild zu diesem Denkmal hochladen | Relief an der Straßenfront eines Fabrikgebäudes über dem Torbogen                                                                                                  | Oberreichenbacher Straße 94 (Karte)                                                         | Um 1900 | Handwerklich-künstlerisch und ortsgeschichtlich von Bedeutung. Darstellung einer Fabrikhalle im 19. Jahrhundert mit Pfeilern, Kreuzgewölben, Leitern, Wagen, Schubkarren, vermutlich Beton. | 09245685 |
| Direkt Bild zu diesem Denkmal hochladen | Wohnstallhaus eines Bauernhofes | Oberreichenbacher Straße 103 (Karte)                                                        | Um 1795 | Fachwerkbau mit V-Streben und im Giebel mit Wilder-Mann-Figur, baugeschichtlich von Bedeutung. Fachwerk-Obergeschoss, Erdgeschoss massiv, Satteldach, im Erdgeschoss zu große Fenster, schön gestalteter Giebel, liegender Dachstuhl mit Aufschieblingen, guter Originalzustand. | 09245692 |
| Direkt Bild zu diesem Denkmal hochladen | Wohnstallhaus (Umgebinde) eines Bauernhofes | Oberreichenbacher Straße 117 (Karte)                                                        | 1728 (Dendro) | Obergeschoss Fachwerk zum Teil verschiefert, exemplarischer Wert, baugeschichtlich von Bedeutung. Fachwerk-Obergeschoss, Erdgeschoss teilweise massiv, Umgebindehaus, gezapfte Kopfbänder und erhaltenen Säulen, Fachwerk-Obergeschoss komplett erhalten in der alten Aufteilung, eine Riegelkette, gezapfte Streben, schlichte Holzdecke in Stube, teilweise typische blaue Farbgebung erhalten, wichtig als eines der wenigen erhaltenen Umgebindehäuser im Ort, Giebel verschiefert, zweijochiges Erdgeschoss mit drei Säulen des Umgebindes, Spannriegel, Wetterschräge, Blockstube ebenfalls erhalten, Waldkante nach außen, Ziegelmauerwerk vorgesetzt, ursprünglich vermutlich Lehmputz, Säulen stehen auf durchlaufender Schwelle, die auf dem Feldsteinsockel aufliegt. | 09245691 |
| Direkt Bild zu diesem Denkmal hochladen | Scheune, Wohnstallhaus und Seitengebäude eines Vierseithofes | Oberreichenbacher Straße 133 (Karte)                                                        | Vor 1800 (Bauernhof); bezeichnet mit 1854 (Scheune)                                                                                               | Fachwerkbauten, baugeschichtlich, sozialgeschichtlich und wirtschaftsgeschichtlich von Bedeutung. - Scheune: Fachwerk verbrettert, Satteldach, Giebeldreieck verschiefert - Erstes Seitengebäude: Giebel massiv, Fachwerk-Obergeschoss, Satteldach - Wohnstallhaus: Fachwerk-Obergeschoss, Erdgeschoss massiv, Satteldach | 09245694 |
| Direkt Bild zu diesem Denkmal hochladen | Spritzenhaus mit Schlauchturm | Oberreichenbacher Straße 158 (Karte)                                                        | Um 1900 | Orts- und baugeschichtlich von Bedeutung, Fachwerk mit Klinker | 09245688 |
| Direkt Bild zu diesem Denkmal hochladen | Wohnstallhaus | Oberreichenbacher Straße 173 (Karte)                                                        | Um 1795 | Fachwerkbau, baugeschichtlich von Bedeutung. Fachwerk-Obergeschoss strebenreich, Giebel verschiefert, Satteldach, Erdgeschoss massiv, recht guter Originalzustand, Waschhausanbau an Traufseite, vermutlich ursprünglich an Hoftraufseite dreijochige Oberlaube, gezapfte Kopfbänder, eine Riegelreihe. | 09245687 |
|                                         | Empfangsgebäude des ehemaligen Bahnhofs Oberreichenbach (Vogtl.)                                                                                                   | Oberreichenbacher Straße 206 (Karte)                                                        | 1895 | Bahnhof der Bahnstrecke Leipzig–Hof (6362, 6377; sä. LH), baugeschichtlich, verkehrsgeschichtlich und ortsgeschichtlich von Bedeutung. Kleiner eingeschossiger Bau, Klinker, Mittelrisalit mit Frontispiz, roter Klinker, gelbe Klinkerlisenen und Verzierungen mit gelbem Klinker, originale Fenster und Dachgestaltung, Sockel Polygonmauerwerk, guter Originalzustand. | 09245695 |
| Direkt Bild zu diesem Denkmal hochladen | Mietshaus in Ecklage | Oststraße 1 (Karte)                                                                         | Um 1890 | Mit Laden, städtebaulich markanter gründerzeitlicher Putzbau, von bauhistorischer Bedeutung. Gesims, dreigeschossig, dominantes Gebäude mit originalen Dachausbauten, Putz teilweise verändert ebenso Farbgebung, originale Haustür, Fenster verändert, Fensterverdachung mit waagerechtem Gebälk im ersten Obergeschoss. | 09245625 |
| Direkt Bild zu diesem Denkmal hochladen | Mietshaus in geschlossener Bebauung | Oststraße 4 (Karte)                                                                         | Um 1905 | Qualitätvoller späthistoristischer Klinkerbau mit großer Toreinfahrt, Erker mit Fachwerkaufbau, von baugeschichtlichem und städtebaulichem Wert. Klinker mit roten Betonfenstergewänden und Gesims, originale Haustür und Fenster, Fachwerkelemente am Frontgiebel, dreigeschossig, Tordurchfahrt. | 09245628 |
| Direkt Bild zu diesem Denkmal hochladen | Mietshaus in geschlossener Bebauung | Oststraße 5 (Karte)                                                                         | Um 1905 | Ursprünglich mit Laden, mit markantem Zierfachwerkerker, späthistoristischer Klinkerbau, von baugeschichtlichem und städtebaulichem Wert. Originale Fenster und schöne Haustür, Erker über zwei Geschosse mit Fachwerkelementen, Frontgiebel. Einachsig, gelber Klinker. | 09245629 |
| Direkt Bild zu diesem Denkmal hochladen | Mietshaus mit Laden in geschlossener Bebauung | Oststraße 6 (Karte)                                                                         | Um 1890 | Zeittypischer gründerzeitlicher Putzbau von baugeschichtlichem und städtebaulichem Wert. Dreigeschossig, fünf Achsen, im ersten Obergeschoss waagerechte Fensterverdachung, Dreiecksgiebelchen und Segmentgiebel an Mittelachse, Laden aus Entstehungszeit, originale Haustür, Fenster verändert, weißglasierte Ziegel. | 09245630 |
| Direkt Bild zu diesem Denkmal hochladen | Mietshaus (mit Gaststätte Elysium) in Ecklage | Parkstraße 1 (Karte)                                                                        | Um 1905 | Im späthistoristischen Stil, baugeschichtlich und städtebaulich von Bedeutung. Fachwerk-Elemente am Giebel, Fenster mit Sprossenteilung der Oberlichter, Putznutung im Erdgeschoss, dreigeschossig. | 09245281 |
| Direkt Bild zu diesem Denkmal hochladen | Doppelmietshaus in offener Bebauung | Parkstraße 3, 5 (Karte)                                                                     | Um 1910 | Im Reformstil der Zeit um 1910, baugeschichtlich von Bedeutung. Putzfassade, viergeschossig, Erdgeschoss mit Putzquaderung, im Sockelbereich Putznutung, Balkone, zwei Risalite, schlichter Fassadenschmuck, Fenster verändert, Fachwerkelemente an Zwerchgiebeln verkleidet. | 09245282 |
| Direkt Bild zu diesem Denkmal hochladen | Mietshaus in Ecklage | Pestalozzistraße 6 (Karte)                                                                  | Um 1900 | Gründerzeitlicher Klinkerbau in gutem Originalzustand, von baugeschichtlichem Wert. Dreigeschossig, mit Klinkerdekorationen (unter anderem Bänder), Rhomben, Ecke polygonal ausgebildet mit Laden, Ecke viergeschossig, Mansarddach mit originalen kleinen Gauben mit Satteldach, Segmentbogenfenster, Fenster teilweise erneuert. | 09247436 |
| Direkt Bild zu diesem Denkmal hochladen | Dreiseithof mit Wohnstallhaus, Seitengebäude, Scheune, Toranlage (Torbogen und Pforte) sowie kleinem Schuppen neben dem Tor                                        | Pestalozzistraße 8 (Karte)                                                                  | 2. Hälfte 18. Jahrhundert (Wohnstallhaus); um 1800 (Bauernhof und Seitengebäude); bezeichnet mit 1898 (Toreinfahrt); bezeichnet mit 1948 (Pforte) | Fachwerkbauten in altertümlicher Konstruktion mit V-Streben, baugeschichtlich, sozialgeschichtlich und wirtschaftsgeschichtlich von Bedeutung. - Torbogen: mit Pforte, Tor und Schlussstein - Wohnstallhaus: Fachwerk-Obergeschoss, strebenreich, enge Gefache, Erdgeschoss massiv - Scheune: angebaut an Wohnhaus, Fachwerk-Obergeschoss, Tore im Erdgeschoss erhalten - Seitengebäude: Garageneinbauten im Erdgeschoss, angebaut an Wohnhaus, Fachwerk-Obergeschoss, Türen im Erdgeschoss, Erdgeschoss massiv, Stall, Satteldach - Schuppen: eventuell kleiner Stall, Fachwerk-Obergeschoss, Erdgeschoss massiv, schöner, original erhaltener Hof | 09245275 |
| Direkt Bild zu diesem Denkmal hochladen | Wohnstallhaus (Nr. 10) und Scheune (Nr. 10a) eines ehemaligen Vierseithofes                                                                                        | Pestalozzistraße 10, 10a (Karte)                                                            | Nach 1800 (Wohnstallhaus); um 1900 (Scheune) | Fachwerkbauten, baugeschichtlich, sozialgeschichtlich und wirtschaftsgeschichtlich von Bedeutung. Wohnstallhaus: Fachwerk Obergeschoss, Erdgeschoss massiv, am Giebel breiter Schwellenkranz, Eckstreben, Krüppelwalmdach, Giebeldreieck verbrettert mit Wetterschräge, Erdgeschoss massiv. | 09245276 |
| Direkt Bild zu diesem Denkmal hochladen | Wohn- und Geschäftshaus in Ecklage | Postplatz 1, 1a (Karte)                                                                     | Um 1910 | Breit gelagerter, städtebaulich markanter Putzbau in sehr gutem Originalzustand, im Reformstil der Zeit nach 1910, von baugeschichtlichem Wert. Mittelrisalit, Frontispiz, Putznutung, waagerechte Fensterverdachung, Erdgeschoss mit Läden, repräsentativer, platzprägender Bau. | 09245640 |
| Direkt Bild zu diesem Denkmal hochladen | Mietshaus in geschlossener Bebauung | Rathenaustraße 3 (Karte)                                                                    | Um 1900 | Original erhaltener, späthistoristischer Putzbau mit aufwändig dekorierter Fassade von baugeschichtlichem und städtebaulichem Wert. Dreigeschossig, fünf Achsen, Seitenrisalit, Putzquaderung, Gesims, Tordurchfahrt, originale Fenster im Erdgeschoss und zweites Obergeschoss, Gauben original. | 09245569 |
| Direkt Bild zu diesem Denkmal hochladen | Mietshaus in geschlossener Bebauung | Rathenaustraße 7 (Karte)                                                                    | Um 1905 | Repräsentatives späthistoristisches Gebäude in Klinkermischbauweise in sehr gutem Originalzustand, baugeschichtlicher und städtebaulicher Bedeutung. Dreigeschossig, Erker über zwei Geschosse, Frontispiz mit Balkon, sehr schöne, originale Gauben, Mansarddach, Putzquaderung im Erdgeschoss, originale Fenster mit Sprossenteilung der Oberlichter, Obergeschoss Klinker, oranger Klinker. | 09245568 |
| Direkt Bild zu diesem Denkmal hochladen | Mietshaus in geschlossener Bebauung | Rathenaustraße 9 (Karte)                                                                    | Bezeichnet mit 1909 | Architektonisch anspruchsvoller, späthistoristischer Putzbau in sehr gutem Originalzustand, Jugendstilelemente, von städtebaulichem und baugeschichtlichem Wert. Dreigeschossig, Erker über zwei Geschosse, Frontispiz, Putznutung im Erdgeschoss, originale Haustür, sehr guter Erhaltungszustand, bezeichnet mit „1909“ am Blendgiebel. | 09245566 |
| Direkt Bild zu diesem Denkmal hochladen | Mietshaus in geschlossener Bebauung und in Ecklage | Rathenaustraße 11 (Karte)                                                                   | 1908 | Mit Laden, architektonisch anspruchsvoller, späthistoristischer Putzbau, Jugendstildetails, von baukünstlerischem, baugeschichtlichem und städtebaulichem Wert. Dreigeschossig, sechs Achsen, Fachwerkerker und Dachausbau Fachwerk, Fries am Traufgesims und zwischen Fenstern im Obergeschoss mit blauen und roten Fliesen, Blenden vor Fenstern, Betonreliefs mit ornamentalen Verzierungen, Gesims, im Erdgeschoss Putznutung, über der Eingangstür Inschrift: „Dein Heim soll mein Stolz sein“, unterschiedliche Putzstrukturen, bezeichnet mit „1908“ an einer Fensterbrüstung zwischen erstem und zweitem Obergeschoss, Inschrift „erbaut 1908“. | 09245565 |
| Direkt Bild zu diesem Denkmal hochladen | Berufsschule, ehemalige Gewerbliche Fortbildungsschule (Nr. 12), und Werkstattgebäude (Nr. 14)                                                                     | Rathenaustraße 12, 14 (Karte)                                                               | Um 1910 (Berufsschule); 1930er Jahre (Werkstatt)                                                                                                  | Im Reformstil der Zeit um 1910, Werkstattgebäude im Heimatstil der 1930er Jahre, baugeschichtlich, ortsgeschichtlich und städtebaulich von Bedeutung. Repräsentativer Bau mit Freitreppe, Betongewänden, reich verzierter Haustür, Schule von Gewerbeverein gegründet als Gewerbliche Fortbildungsschule, 1920 Übergabe an Stadt, Bleiglasfenster, prachtvolles Treppenhaus mit Springbrunnen, originale Zimmertüren, Bleiglasfenster gestiftet von verschiedenen Gewerbebetrieben und Handwerkern, farbige Fassung und Ornamente an Türen erhalten, Brunnen Keramik, Putto auf Schildkröte, vier- und dreigeschossig mit ausgebautem Dachgeschoss, Plastiken zwischen Fenstern des dritten Obergeschosses, verschiedene Handwerke darstellend, Werkstattgebäude mit Sgraffiti, Darstellungen des Handwerks, verschiedene Wappen und Inschrift, vorderer Giebel halbkreisförmig, zwischenzeitlich Kreiskrankenhaus Reichenbach, Innere Abteilung I, Werksteinsockel, Putzfassade, zweigeschossig. | 09245567 |
| Direkt Bild zu diesem Denkmal hochladen | Doppelmietshaus mit Laden in halboffener Bebauung | Reichsstraße 15, 17 (Karte)                                                                 | Um 1905 | Späthistorismusbau, Klinkerfassade, straßenbildprägender Eckerker und Fachwerkgiebel, baugeschichtlich und städtebaulich von Bedeutung. - Nummer 15: Klinkerfassade, Erker mit Fachwerkelementen, Stuckverzierungen, gelber Klinker, dreigeschossig, Laden, Fenster größtenteils erneuert, Sprossenteilung Oberlichter, Haustür original - Nummer 17: gleiche Gestaltung wie Nachbarhaus (Nummer 15), Werksteine im Erdgeschoss, ansonsten Klinker, Fenster und Haustür original, Farbe Fenster original, Frontgiebel mit Fachwerk, Erker | 09245550 |
| Direkt Bild zu diesem Denkmal hochladen | Wasserturm, gleichzeitig als Aussichtsturm und Jugendherberge erbaut, sowie dazugehörige Gartenanlage                                                              | Ringstraße 18 (Karte)                                                                       | 1926–1927 (Wasserturm); 1938–1939 (Parkanlage) | Einer der ungewöhnlichsten Jugendherbergsbauten und Wassertürme Deutschlands, Wahrzeichen von Reichenbach, im Stil der klassischen Moderne, Architekt: Rudolf Ladewig, baugeschichtlich, ortsgeschichtlich, städtebaulich, technikgeschichtlich, gartenkünstlerisch und heimatgeschichtlich von Bedeutung | 09245439 |
| Direkt Bild zu diesem Denkmal hochladen | Mietshauszeile mit fünf Mietshäusern in geschlossener Bebauung (bauliche Einheit mit Moritz-Löscher-Straße 22 und Fedor-Flinzer-Straße 16)                         | Robert-Müller-Straße 1, 3, 5, 7, 9 (Karte)                                                  | Um 1912 | Im Reformstil der Zeit um 1910, baugeschichtlich und städtebaulich von Bedeutung. Putzfassade, relativ einfache Fassadengliederung, originale Fenster mit Sprossenteilung der Oberlichter, teilweise Erker und Balkone, zeittypischer Fassadenschmuck, Beispiel eines Straßenzuges der Bauzeit um 1910, Gauben original. | 09245372 |
| Direkt Bild zu diesem Denkmal hochladen | Mietshaus in halboffener Bebauung | Rosa-Luxemburg-Straße 5 (Karte)                                                             | Um 1900 | Baugeschichtlich und städtebaulich von Bedeutung, Gründerzeitgebäude. Viergeschossig, fünf Achsen, Klinkermischbauweise, Putznutung im Erdgeschoss, sehr guter Originalzustand, gelber Klinker mit Klinkerbändern, Fenster original | 09245374 |
| Direkt Bild zu diesem Denkmal hochladen | Mietshaus in geschlossener Bebauung | Rosa-Luxemburg-Straße 7 (Karte)                                                             | Um 1900 | Baugeschichtlich und städtebaulich von Bedeutung, Gründerzeitgebäude. Viergeschossig, fünf Achsen, Mittelrisalit, drei gebundene Fenster, waagerechte Fensterverdachung und Dreiecks- und Segmentgiebelverdachung, originale Haustür, Fenster teilweise original, gelber Klinker mit rotem Klinker abgesetzt. | 09245543 |
| Direkt Bild zu diesem Denkmal hochladen | Mietshaus in geschlossener Bebauung | Rosa-Luxemburg-Straße 9 (Karte)                                                             | Um 1895 | Baugeschichtlich und städtebaulich von Bedeutung, Gründerzeitgebäude. Viergeschossig, fünf Achsen, gebundene Fenster, originale Haustür, Fenster erneuert, Klinkermischbauweise, gelber Klinker, Putznutung im Erdgeschoss. | 09245544 |
| Direkt Bild zu diesem Denkmal hochladen | Mietshaus in geschlossener Bebauung | Rosa-Luxemburg-Straße 13 (Karte)                                                            | Um 1900 | Baugeschichtlich und städtebaulich von Bedeutung, Gründerzeitgebäude. Klinkerfassade, orangeroter Klinker, Klinkerbänder, Fenster und Haustür verändert, wichtig als Teil des geschlossenen Straßenzuges. | 09245545 |
| Direkt Bild zu diesem Denkmal hochladen | Buswagenhalle, als Straßenbahndepot entworfen | Rosa-Luxemburg-Straße 27 (Karte)                                                            | Um 1930 | Baugeschichtlich von Bedeutung, Anklänge an den Stil der Neuen Sachlichkeit und am Monumentalstil der Zeit. Nie als Straßenbahndepot in Betrieb gewesen, gleich zu Beginn Nutzung als Buswagenhalle. | 09245741 |
| Direkt Bild zu diesem Denkmal hochladen | Güterschuppen | Rosa-Luxemburg-Straße 54 (Karte)                                                            | 1894–1895 | Gründerzeitliche Klinkerbauten, baugeschichtlich und ortsgeschichtlich von Bedeutung. Roter Klinker, gelber Klinker als Verzierung, zum Beispiel Lisenen und Fenstereinrahmung, eingeschossig, heute Wohnhaus. | 09245596 |
| Direkt Bild zu diesem Denkmal hochladen | Ehemaliges Elektrizitätswerk, Gebäudekomplex bestehend aus Turbinenhalle und Schalthaus                                                                            | Rosa-Luxemburg-Straße 58, 60 (Karte)                                                        | 1908–1909 | Baugeschichtlich, technikgeschichtlich und ortsgeschichtlich von Bedeutung. - Pförtnerhaus (Abbruch 2002): Uhrturm, Klinkermischbauweise - Turbinenhalle: gelber Klinker und Putzflächen, innen großes Stadtwappen - Schalthaus: Mittelrisalit, kannelierte Pilaster, Frontgiebel mit Wappen Vor Pförtnerhaus befand sich ursprünglich Teichanlage mit Springbrunnen, der als Kühlteich diente. | 09245740 |
| Direkt Bild zu diesem Denkmal hochladen | Gartenstadt am Rosenplatz (Sachgesamtheit) | Rosenplatz 1, 2, 3 (Ahornstraße 1, Hermann-Dindas-Straße 21, 26, 28, Rosenstraße 2) (Karte) | 1913 (Ahornstraße 1, Rosenplatz1); 1921 (Rosenstraße 2, Rosenplatz 2); 1924 Hermann-Dindas-Straße 21, Rosenplatz 3)                               | Sachgesamtheit Gartenstadt am Rosenplatz, Platzanlage mit angrenzender Wohnhausbebauung (Rosenplatz 1, 2, 3, Ahornstraße 1, Hermann-Dindas-Straße 21, 26, 28 und Rosenstraße 2); stadtbaugeschichtlich und architekturhistorisch von Bedeutung, im Reformstil der Zeit um 1910. Begrenzt durch hintere Flurstücksbegrenzung der anliegenden Gebäude, Gebäude teilweise vereinfacht, ein Kopfbau um 1910, Putzfassade, schlichte, zeittypische Ornamentik, Klinkersockel, die anderen Gebäude um und nach 1920, stärker vereinfacht, Natursteinsockel wichtiges Detail dieser Gebäude, Teil der Gartenstadt, Beispiel für Gartenstadtbewegung. | 09245283 |
| Direkt Bild zu diesem Denkmal hochladen | Mietshaus in geschlossener Bebauung | Roßplatz 4 (Karte)                                                                          | Um 1910 | Mit Laden, baugeschichtlich und städtebaulich von Bedeutung, im Reformstil der Zeit um 1910. Putzfassade mit Putzstuckornamentik, dreigeschossig, vier Achsen, Gauben original. | 09245649 |
| Direkt Bild zu diesem Denkmal hochladen | Verwaltungsgebäude eines Verlages, heute Kirche der Apostolischen Gemeinschaft                                                                                     | Roßplatz 15 (Karte)                                                                         | Um 1925, im Kern wohl älter | Baugeschichtlich und ortsgeschichtlich von Bedeutung. Viergeschossig, repräsentatives Gebäude, vermutlich Stahlskelettbau. | 09245650 |
| Direkt Bild zu diesem Denkmal hochladen | Fabrikanlage mit Verwaltungsgebäude, Fabrikationsgebäude, Turbinenhaus und ehemaligem Pferdestall (Jugelsmühle, ehemals Firma Gebr. Schreiterer)                   | Rotschauer Straße 1 (Karte)                                                                 | Um 1800 (Wassermühle); vor 1880 (Fabrikgebäude); 1888 (Verwaltungsgebäude); 1894 (Pferdestall); 1895 (Turbinenhaus)                               | Zumeist Gründerzeitgebäude in Klinkerbauweise, Fabrik der ehemaligen Firma Gebr. Schreiterer und ehemaliges Mühlengebäude der Jugelsmühle, baugeschichtlich und ortsgeschichtlich von Bedeutung. - Verwaltungsgebäude (1888): Dreigeschossiger Massivbau auf Souterrain, klinkerverkleidet, repräsentatives, dominantes Gebäude mit hohem städtebaulichen Wert und sehr hoher architektonischer Qualität, längsrechteckiger Grundriss, Eckrisalite, drei Achsen am Giebel, Fensterverdachung mit Dreiecksgiebelchen, Eingang mit zwei Säulen - Fabrikgebäude (Spinnerei): viergeschossiger Massivbau, klinkerverkleidet, mit Flachdach, Deutsches Band am Traufgesims - Pferdestall, Wagenremise: eingeschossiger Massivbau mit Drempel, klinkerverkleidet, mit zweibogiger Kumthalle - Kessel- und Maschinenhaus: eingeschossiger Flachbau, massiv, mit Schornstein - Mühlengebäude: Holzfachwerk, Obergeschoss verputzt, lang gestreckter Bau, barocke Kreuzstockfenster, Satteldach | 09245597 |
| Direkt Bild zu diesem Denkmal hochladen | Villa | Schillerstraße 3 (Karte)                                                                    | Um 1890 | Repräsentativer Historismusbau, baugeschichtlich von Bedeutung. Putzfassade, annähernd quadratischer Grundriss, leicht hervortretender Mittelrisalit, Zwerchgiebel, Fensterverdachung waagerechtes Gebälk und Dreiecksgiebelchen. | 09245472 |
| Direkt Bild zu diesem Denkmal hochladen | Berufsschule mit Einfriedung und Vorgarten | Schillerstraße 4 (Karte)                                                                    | 1910 | Im Reformstil der Zeit um 1910, baugeschichtlich, ortsgeschichtlich und städtebaulich von Bedeutung. Repräsentatives Eckgebäude, Putzfassade mit Lisenen, ornamentalen Verzierungen, zum Beispiel Fruchtkörbe und Girlanden, Fenster erneuert, Bossenquaderung im Sockel, ovales Fenster neben Tür, originale Haustür mit Säulen an Türverdachung, Relief mit figürlichen Darstellung von Schiff und Häusern. | 09245471 |
| Direkt Bild zu diesem Denkmal hochladen | Mietshaus in Ecklage | Schlachthofstraße 2 (Karte)                                                                 | Um 1900 | Teil des spätgründerzeitlichen Ensembles an der Zwickauer Straße 63–91, baugeschichtlich und städtebaulich von Bedeutung. Über Fenstern Muschelornamente, dreigeschossig, schöne, originale Fenster zum größten Teil original, roter Klinker mit dunkelroten Klinkerbändern, Gesims, originale Haustür, exponiert durch Hang- und Ecklage. | 09245314 |
| Direkt Bild zu diesem Denkmal hochladen | Mietshaus in geschlossener Bebauung | Schlachthofstraße 5 (Karte)                                                                 | Um 1910 | Zeittypisch gegliederter Putzbau in gutem Originalzustand, im Reformstil der Zeit um 1910, baugeschichtlich von Bedeutung. Dreigeschossig, Toreinfahrt seitlich zweiflüglig mit Oberlicht, Fenster teilweise original mit sprossengeteiltem Oberlicht, Fenster nur teilweise original, ebenfalls mit sprossengeteiltem Oberlicht, zweiachsiger Dacherker, Putzgliederung durch Quaderung und Fruchtkörbe. | 09247117 |
| Direkt Bild zu diesem Denkmal hochladen | Mietshaus in geschlossener Bebauung | Schlachthofstraße 7 (Karte)                                                                 | Um 1910 | Zeittypisch gegliederter Putzbau mit qualitätvollem Fassadendekor, im Reformstil der Zeit um 1910, baugeschichtlich von Bedeutung. Dreigeschossig, fünfachsig, Haustür mittig angeordnet, darüber Rundfenster, dieses flankiert von Pfauen und bekrönt von Kranz (Putzstuck), zweiachsiger Dacherker mit erhaltener Putzgliederung. | 09247118 |
| Direkt Bild zu diesem Denkmal hochladen | Villa mit Einfriedung und Garten | Schlachthofstraße 30 (Karte)                                                                | 1916, laut Bauakte | Zwischen Späthistorismus, Reformstil der Zeit um 1910 und Jugendstil, baugeschichtlich von Bedeutung. Fenster, Bauverzierungen original erhalten, kannelierte Pilaster, Quaderung, Balkone, Erker, Vasen, Girlanden, Einfriedung original mit Werkstein, Holz. | 09245322 |
| Direkt Bild zu diesem Denkmal hochladen | Villa | Schlachthofstraße 38 (Karte)                                                                | 1929 | Im Stil der klassischen Moderne, Architekt wohl Rudolf Ladewig, baugeschichtlich von Bedeutung. Bauherr und Baumeister Fritz Löffler, gleicher Architekt (Ladewig) wie Reichenbacher Wasserturm laut mündlicher Information, Bleiglasfenster im Treppenhaus als Eckfenster, Bau besteht aus mehreren ineinander gefügten, sich überschneidenden Kuben, Bauhauseinfluss, Klinkersockel, Gesimse, Erker, Balkon, Villa in dieser Bauweise Einzelbeispiel in Region mit Sprossenteilung Oberlichter, Erker, schlichtere Gestaltung. | 09245323 |
| Direkt Bild zu diesem Denkmal hochladen | Mietshaus in geschlossener Bebauung | Schlachthofstraße 39 (Karte)                                                                | Um 1910 | Im Reformstil der Zeit um 1910, baugeschichtlich von Bedeutung. Putzfassade, dreigeschossig, Zwerchgiebel, Erker über zwei Geschosse, Erdgeschoss Putznutung, Tor und Fenster original, Fenster mit Sprossenteilung der Oberlichter, schlichte Putzstuckornamentik. | 09245324 |
|                                         | Schlachthof, Gebäudekomplex mit Wohn- und Kontorgebäude (mit ehemaligem Restaurant) und Schlachthofgebäude                                                         | Schlachthofstraße 62, 64 (Karte)                                                            | Um 1900 (Schlachthof und Kontorhaus); um 1920 (Schlachthalle)                                                                                     | Gründerzeitliche Gebäude und Erweiterungsbauten im Stil der Neuen Sachlichkeit als Klinkerbauten, mit ehemaligem Restaurant „Zum Schlacht- und Viehhof“, baugeschichtlich, technikgeschichtlich und ortsgeschichtlich von Bedeutung | 09245325 |
| Direkt Bild zu diesem Denkmal hochladen | Ehemaliges Maria-Helenen-Stift, heute Wohnhaus | Schneidenbacher Straße 2 (Karte)                                                            | Bezeichnet mit 1898 | Gründerzeitliche Klinkergebäude, baugeschichtlich und ortsgeschichtlich von Bedeutung. Fenster erneuert, orangeroter Klinker, Mittelrisalit mit Frontgiebel, Inschrift auf Tafel, Polygonsockel, Werkstein mit Gesims, Bossenquaderung im Sockelgeschoss. | 09245722 |
| Direkt Bild zu diesem Denkmal hochladen | Zwei Wohnhäuser in Ecklage, Kopfbauten einer Siedlungszeile | Schönbacher Marktsteig 27 (Ziegelweg 30) (Karte)                                            | Um 1930 | Mit angebautem Laden, Kopfbauten und Ladenbau einzig authentisches Relikt der Siedlung Ziegelweg und damit wichtigster Teil der Einfamilienreihenhausbebauung des „Reichsheimstättenwerkes“, städtebaulich und ortsgeschichtlich von Bedeutung. Zweigeschossig, Klinker um Fenster, Putzfassade, Satteldach, Stufengiebel, Laden Erdgeschoss mit Klinker, Kopfbau des Ziegelweges. | 09245560 |
| Direkt Bild zu diesem Denkmal hochladen | Sieben Reihenhäuser einer Siedlung | Schreberstraße 3, 5, 7, 9, 11, 13, 15 (Karte)                                               | Um 1925 | Im Reform- und Heimatstil der Zeit nach 1910, Teilgebiet der Gartenstadtsiedlung, Reichenbach städtebaulich und baugeschichtlich von Bedeutung. Ein- bzw. Mehrfamilienwohnhäuser als Reihenhäuser errichtet mit zwei Kopfbauten, Polygonsockel, Putzfassade, originale Haustüren, Fenster teilweise original, zweigeschossig, Kopfbauten mit Mansardwalmdach, stehende Gauben, Treppenanlagen vor Einfamilienhäusern. | 09245441 |
| Direkt Bild zu diesem Denkmal hochladen | Mietshaus in offener Bebauung | Schützenstraße 24 (Karte)                                                                   | Um 1890 | Historismusbau mit schöner originaler Innenausstattung, baugeschichtlich von Bedeutung. Architektonisch qualitätvoll gestaltetes Gebäude in gutem Originalzustand, waagerechte Fensterverdachung und Dreiecksgiebelchen, zwei Mittelrisalite mit Frontgiebeln, Ecke polygonal ausgebildet, Putzbau, Putzquaderung im Erdgeschoss, originale Gitter und Fenster, dreigeschossig. | 09245460 |
| Direkt Bild zu diesem Denkmal hochladen | Mietshaus in geschlossener Bebauung konzipiert | Schützenstraße 44 (Karte)                                                                   | Um 1890 | Historismusbau, baugeschichtlich von Bedeutung. Klinkermischbauweise, Putznutung im Erdgeschoss, roter Klinker, waagerechte Fensterverdachung im ersten Obergeschoss, Mittelrisalit über zwei Achsen, Haus sechs Achsen, dreigeschossig, originale Haustür und Fenster. | 09245485 |
| Direkt Bild zu diesem Denkmal hochladen | Mietshaus in geschlossener Bebauung konzipiert | Schützenstraße 46 (Karte)                                                                   | Um 1900 | Historismusbau, baugeschichtlich von Bedeutung | 09245486 |
| Direkt Bild zu diesem Denkmal hochladen | Wohnhauszeile (mit 12 Hausnummern) in geschlossener Bebauung | Schützenstraße 47 bis 69 (ungerade) (Karte)                                                 | 1927–1929 | Mit Anklängen an den Stil der Moderne, originelle Treppenhausfenster, Architekten: Rudolf Ladewig und Bruno Grimmeck, baugeschichtlich, baukünstlerisch und städtebaulich von Bedeutung. Putzfassade, Eingangsbereich mit Klinkereinrahmung, Treppenhausfenster als dreieckiger Erker vorkragend, Fensterläden in Erdgeschoss, Fenster in Obergeschossen mit Klinkereinrahmung. | 09245482 |
| Direkt Bild zu diesem Denkmal hochladen | Mietshaus in geschlossener Bebauung | Schützenstraße 71 (Karte)                                                                   | Um 1890 | Historismusbau, baugeschichtlich von Bedeutung. Klinkermischbauweise, Putznutung im Erdgeschoss, originale Fenster in Erdgeschoss, vier Achsen, dreigeschossig, waagerechte Fensterverdachungen und Dreiecksgiebelchen, Satteldach. | 09245483 |
| Direkt Bild zu diesem Denkmal hochladen | Mietshaus in geschlossener Bebauung | Schützenstraße 73 (Karte)                                                                   | Um 1900 | Historismusbau, baugeschichtlich von Bedeutung. Klinkermischbauweise, Putznutung im Erdgeschoss, Fenster und Haustür verändert, sechs Achsen, dreigeschossig, einfache Fassadengliederung. | 09245484 |
| Direkt Bild zu diesem Denkmal hochladen | Mietshaus in geschlossener Bebauung | Schützenstraße 75 (Karte)                                                                   | Um 1890 | Historismusbau, baugeschichtlich von Bedeutung. Dreigeschossig, vier Achsen, reich gegliederte Fassade, Fassadengliederung durch Putznutung im Erdgeschoss, Fensterverdachungen waagerechtes Gebälk, Segmentgiebel und Dreiecksgiebel. | 09245289 |
| Direkt Bild zu diesem Denkmal hochladen | Mietshaus in geschlossener Bebauung | Schützenstraße 77 (Karte)                                                                   | Um 1890 | Historismusbau, baugeschichtlich von Bedeutung. Dreigeschossig, fünf Achsen, reich gegliederte Fassade, leicht hervortretender Mittelrisalit, Eckquaderung, Fensterverdachung durch waagerechtes Gebälk, Dreiecks- und Segmentgiebel erhalten, Fenster durch gelbe Klinker betont. | 09245287 |
| Direkt Bild zu diesem Denkmal hochladen | Mietshaus in geschlossener Bebauung | Schützenstraße 79 (Karte)                                                                   | Um 1900 | Historismusbau, baugeschichtlich von Bedeutung. Rote Klinkerfassade, fein gegliedert, Haustür original. | 09245489 |
| Direkt Bild zu diesem Denkmal hochladen | Reste der alten Stadtmauer | Sebastian-Bach-Platz (Karte)                                                                | Vor 1500 | Ortsgeschichtlich von Bedeutung | 09245599 |
| Direkt Bild zu diesem Denkmal hochladen | Mietshaus in geschlossener Bebauung | Solbrigplatz 1 (dazugehörend Albertistraße 37) (Karte)                                      | 1877 laut Bauakte | Mit reicher Innenausstattung, das Platzbild prägender, repräsentativer Stadtpalast des Historismus, im Stil der italienischen Neorenaissance, baugeschichtlich von Bedeutung. Künstlerisch qualitätvolle Innenausstattung: geschnitzte Haus- und Wohnungstüren, schmiedeeiserne Gitter, Kunstmarmor, Wand- bzw. Deckengemälde, Stuckdecken, Inschriften oder Sprüche im Treppenhaus, Fußbodenfliesen mit zeittypischer Ornamentik, Heizungsverkleidung, kannelierte Säulen. Weiter im Inneren alter Meißner Kachelofen, Christophorusfigur verloren gegangen. Qualitätvolle Fassadengliederung, Klinkermischbauweise, Deutsches Band als Fries am Traufgesims, waagerechte Fensterverdachungen, langgestrecktes, das Platzbild prägendes Gebäude, Tor und Dienstboteneingang, auch hier im Inneren Stuckdecke, große Balkone, Wintergarten, Holzschnitzereien, Remise Klinkerbauweise. Bauherren: Gebrüder Braune, Webereibesitzer. | 09245386 |
| Direkt Bild zu diesem Denkmal hochladen | Wohnhaus in geschlossener Bebauung und ehemaliges Kutscherhaus im Hof                                                                                              | Solbrigplatz 2 (Karte)                                                                      | Um 1866 | Städtebaulich bedeutsam als Teil der Solbrigplatzbebauung. Dreigeschossiger Putzbau mit Mittelrisalit, fünf Achsen, Hauseingang seitlich mit erhaltener Einfassung und Verdachung, Risalit mit Pilastergliederung, Frontgiebel mit neogotischen Dekorationen, Satteldach, Fenster und Haustür original, Fassade ansonsten stark vereinfacht, im Inneren originale Zimmer- und Wohnungstüren, zweiläufige Treppe mit Zwischenwand, Wandschränke im Treppenhaus, auch im Inneren vereinfacht. | 09246639 |
| Direkt Bild zu diesem Denkmal hochladen | Ehemalige Bank, heute Wohnhaus (mit Apotheke) in geschlossener Bebauung                                                                                            | Solbrigplatz 3 (Karte)                                                                      | Um 1890 | Im Ladenbereich überformt, im Stil der 1920er Jahre, gründerzeitlicher Putzbau von baugeschichtlichem und städtebaulichem Wert. Haus aufgestockt, um 1925 überformt, zwei Plastiken mit Bezug zur Funktion des Gebäudes als Bank, einfache Arbeit, heute Apotheke. | 09245387 |
| Direkt Bild zu diesem Denkmal hochladen | Wohnhaus in geschlossener Bebauung | Solbrigplatz 4 (Karte)                                                                      | 2. Hälfte 19. Jahrhundert | Repräsentativer Putzbau, städtebaulich und baugeschichtlich von Bedeutung. Dreigeschossig, fünf Achsen, originale Fenster und Haustür, diese zweiflüglig mit Oberlicht, kräftiges Gesims zwischen erstem und zweitem Obergeschoss, Fassadengliederung wie Nummer 5, vermutlich um 1925 überformt, Putzstuckornamentik. | 09245820 |
| Direkt Bild zu diesem Denkmal hochladen | Wohnhaus in Ecklage in geschlossener Bebauung | Solbrigplatz 5 (Karte)                                                                      | Um 1925 | Repräsentativer Putzbau, Fassade und Inneres im Reformstil der Zeit nach 1910 überformt, städtebaulich und baugeschichtlich von Bedeutung. Fassade überformt um 1925 mit Stuckornamentik, Fenster aus Entstehungszeit, originale Innenausstattung zum Beispiel Türen, Lampen, Putzstuckdekorationen aus Umbauphase um 1925. | 09245402 |
| Direkt Bild zu diesem Denkmal hochladen | Ehemaliges Finanzamt, heute Wohnhaus in Ecklage in offener Bebauung                                                                                                | Solbrigplatz 6 (Karte)                                                                      | Um 1880 | Platzbildprägendes Eckgebäude in guter architektonischer Qualität, Fassade überformt im Reformstil der Zeit nach 1910, baugeschichtlich von Bedeutung. Mit Putzquaderung im Erdgeschoss, repräsentativer Balkon, waagerechte Fensterverdachungen, am mittleren Fenster Fensterverdachung mit Dreiecksgiebelchen, originale Fenster, originale Fassadengliederung. | 09245401 |
| Direkt Bild zu diesem Denkmal hochladen | Wohnhaus in Ecklage in halboffener Bebauung | Solbrigstraße 1 (Karte)                                                                     | 1867 | Gründerzeitgebäude, überformt im Reformstil der Zeit nach 1910, markanter Putzbau von großem städtebaulichem und baugeschichtlichem Wert. Haustür und Innenausstattung von 1926, Holzverkleidung, Türen, geschliffenen Spiegeln, Brunnen, Fenstern, Uhrgehäuse, ursprünglich mit Toreinfahrt, Fenster und Tor von 1867, als Teil der Solbrigplatzbebauung von großer städtebaulicher Bedeutung. | 09245404 |
| Direkt Bild zu diesem Denkmal hochladen | Ehemaliges Wirtschaftsgebäude, ursprünglich zu Nr. 1 gehörend | Solbrigstraße 2 (Karte)                                                                     | Um 1867 erbaut, 1926 überformt | Breitlagernder zweigeschossiger Putzbau mit Tordurchfahrt, baulich 1926 leicht verändert, von bauhistorischer, künstlerischer und stadtgeschichtlicher Bedeutung. Vermutlich Wirtschafts- oder Nebengebäude, an der Fassade zwei Flachreliefs beiderseits der Toreinfahrt. - Erstes Relief: Darstellung einer Spinnerin - Zweites Relief: Darstellung eines Webers mit Stoffballen und Webschiffchen sowie Spindel | 09245405 |
| Direkt Bild zu diesem Denkmal hochladen | Mietshaus mit Laden in halboffener Bebauung konzipiert | Solbrigstraße 20 (Karte)                                                                    | Um 1912 | Im Reformstil der Zeit nach 1910, baugeschichtlich von Bedeutung. Originale Fassadengliederung mit Rankenornament und Lisenen, Fenster mit Sprossengliederung der Oberlichter, Laden und Haustür aus Entstehungszeit. | 09245406 |
| Direkt Bild zu diesem Denkmal hochladen | Sternsiedlung Reichenbach (Sachgesamtheit) | Sternsiedlung 1–37 (ungerade) und 39–88 sowie 90–130 (gerade) (Karte)                       | 1931–1933 | Sachgesamtheit Sternsiedlung Reichenbach (Vogtl.): Grundrisse der Sternsiedlung; baugeschichtlich und städtebaulich von Bedeutung, singulär, 90 sternförmig zueinander geordnete Einfamilienhäuser, zwei Kopfbauten an der Zwickauer Straße bilden den Anfang der Siedlung. 1929/30 oder 1932/33 errichtete Siedlung an der Zwickauer Straße. Nach Entwurf des Reichenbacher Architekten Rudolf Ladewig. Erste Siedlung dieser Art, zwei weitere spätere Siedlungen in Leipzig. Dazu gründete Ladewig mit dem Leipziger Architekten Franz Anacker eine Arbeitsgemeinschaft, um das Projekt Sternsiedlung auch in Leipzig zu betreiben. Die Siedlung in Reichenbach besteht aus 90 Einfamilienhäusern, die sternförmig zueinander geordnet sind. Diese Gebäude sind eingebettet in kleine Hausgärten, die die sternförmige Anordnung der Gebäude nachvollziehen. Zwei Kopfbauten mit jeweils vier Eingängen bilden den Anfang der Siedlung. Jeweils sechs Einfamilienhäuser bilden einen dreizackigen Stern. Die Siedlungsstruktur ist komplett erhalten, verschiedene Zusatzbauten verunklären jedoch das Siedlungsbild. Die Einzelgebäude sind sehr einfach gestaltet ohne jeglichen Zierrat. Durch Erweiterungsmaßnahmen und Modernisierungen sind die Gebäude zum Teil stärker beeinträchtigt. Diese Sternsiedlung ist die einzige ihrer Art im Regierungsbezirk Chemnitz. Der Denkmalcharakter der Sternsiedlung ergibt sich aus ihrem hohen städtebaulichen Wert, bedingt durch die Singularität ihrer Siedlungsstruktur. | 09246152 |
| Direkt Bild zu diesem Denkmal hochladen | Mietshaus | Stockmannstraße 1 (Karte)                                                                   | Um 1890 | Mit Laden, straßenbildprägender gründerzeitlicher Eckbau an der Zwickauer Straße, baugeschichtlich und städtebaulich von Bedeutung, gleiche Gestaltung wie Nachbarhaus | 09245308 |
| Direkt Bild zu diesem Denkmal hochladen | Mietshaus in halboffener Bebauung | Stockmannstraße 7 (Karte)                                                                   | Um 1895 | Gründerzeitgebäude, baugeschichtlich und städtebaulich von Bedeutung. Dreigeschossig, Frontispiz über zwei Achsen, originale Gauben und Haustür, Fenster erneuert, Putzquaderung im Erdgeschoss, Gesims, Dreiecksgiebelchen und waagerechte Fensterverdachung, gesprengter Dreiecksgiebel und Segmentgiebel als Fensterverdachung, Sohlbänke durch Kragsteine unterstützt, an Fenstern im Erdgeschoss Köpfchen als Zierelement. | 09245315 |
| Direkt Bild zu diesem Denkmal hochladen | Mietshaus in geschlossener Bebauung | Stockmannstraße 14 (Karte)                                                                  | Um 1895 | Gründerzeitgebäude in Klinkerbauweise, baugeschichtlich und städtebaulich von Bedeutung. Putznutung im Erdgeschoss, orangeroter Klinker mit dunkelrotem Klinker als Zierelement, originale Gauben, vier Achsen, dreigeschossig. | 09245319 |
| Direkt Bild zu diesem Denkmal hochladen | Trinitatisfriedhof (Sachgesamtheit): Parkanlage, heute Trinitatispark                                                                                              | Trinitatisgasse (Karte)                                                                     | Ende 16. Jahrhundert | Sachgesamtheit Trinitatisfriedhof mit folgenden Einzeldenkmalen: Trinitatiskirche sowie Parkanlage (siehe Einzeldenkmal 09245639); ehemaliger Friedhof, heute landschaftliche Parkanlage, ortsgeschichtlich, gartengeschichtlich, gartenkünstlerisch und städtebaulich von Bedeutung, Trinitatiskirche im Kern barocke Friedhofskirche, ortsbildprägend, baugeschichtlich, ortsgeschichtlich, baukünstlerisch und städtebaulich von Bedeutung. Ende des 16. Jahrhunderts angelegt als Friedhof vor dem oberen Tor (Zwickauer Tor), erweitert im 18. Jahrhundert bis zur Oststraße, bis 1876 Bestattungen auch aus Oberreichenbach, Cunsdorf, Unterheinsdorf, Schneidenbach und Weißensand, mehrere Grüfte, unter anderen der Familie von Netzsch, Familie Seifert, 1900 Stilllegung des Trinitatisfriedhofes nach über 40.000 Bestattungen, nach landschaftsgärtnerischer Planung durch Gartenbauinspektor Hirsch 1938 als Parkanlage angelegt, Grünanlage mit teilweise asphaltierten Parkwegen. | 08992444 |
| Weitere Bilder                          | Kirche mit Ausstattung sowie Parkanlage (Einzeldenkmal zu ID-Nr. 08992444)                                                                                         | Trinitatisgasse (Karte)                                                                     | 1621; 1777 Wiederaufbau nach Brand; 1938 Umgestaltung zur Parkanlage                                                                              | Einzeldenkmal der Sachgesamtheit Trinitatisfriedhof; ehemaliger Friedhof, heute landschaftliche Parkanlage, ortsgeschichtlich, gartengeschichtlich, gartenkünstlerisch und städtebaulich von Bedeutung, Trinitatiskirche im Kern barocke Friedhofskirche, ortsbildprägend, baugeschichtlich, ortsgeschichtlich, baukünstlerisch und städtebaulich von Bedeutung. Einschiffig, flachgedeckter Bau mit dreiseitigem Ostabschluss und Strebepfeilern, West-Turm, Schnitzaltar aus Waldkirchen, im Mittelschrein Maria mit dem Kind von Engeln umgeben, rechts und links die Halbfiguren der Heiligen Barbara und Katharina in Nischen, Flügel mit Relieffiguren des Paulus und Andreas, rückseitig gemalte Darstellung Verkündigung, 2. Hälfte 15. Jahrhundert, 1902 restauriert. | 09245639 |
| Direkt Bild zu diesem Denkmal hochladen | Mehrfamilienhaus (mit nur einer Hausnummer) einer Siedlung | Untere Lindenstraße 4 (Karte)                                                               | Um 1930 | Im Stil der Neuen Sachlichkeit, vermutlich Teil einer ehemaligen Reichsbahnersiedlung, baugeschichtlich von Bedeutung, gleiche Gestaltung wie Nachbarhaus | 09245697 |
| Direkt Bild zu diesem Denkmal hochladen | Mehrfamilienhaus (mit nur einer Hausnummer) einer Siedlung | Untere Lindenstraße 6 (Karte)                                                               | Um 1930 | Im Stil der Neuen Sachlichkeit, vermutlich Teil einer ehemaligen Reichsbahnersiedlung, baugeschichtlich von Bedeutung. Putzfassade, schlichte Gestaltung mit Flachdach, zwischen Fenstern Klinkerelemente, als Beispiel dieses Bautyps in Reichenbach. | 09245696 |
| Direkt Bild zu diesem Denkmal hochladen | Villa mit Einfriedung | Vater-Jahn-Straße 1 (Karte)                                                                 | Bezeichnet mit 1886 | Repräsentativer Historismusbau, straßenbildprägende Lage an der Oberreichenbacher Straße, baugeschichtlich und städtebaulich von Bedeutung. Putzfassade, waagerechte Fensterverdachungen, Türen und Fenster erneuert, rückbaubare Veränderungen, architektonische Gliederung im Treppenhausbereich erhalten, Obergeschoss Vereinfachungen an Fassade, Gesims unter Fenstern. | 09245681 |
| Direkt Bild zu diesem Denkmal hochladen | Sowjetisches Ehrenmal | Waldstraße (Karte)                                                                          | Nach 1945 | Begräbnisort von 266 sowjetischen Kriegsgefangenen und Zwangsarbeitern, geschichtlich von Bedeutung | 09245723 |
| Direkt Bild zu diesem Denkmal hochladen | Mietshaus in geschlossener Bebauung | Weinholdstraße 1 (Karte)                                                                    | Um 1905 | Mit weiß glasierten Ziegeln belegtes Gebäude von städtebaulichem und baugeschichtlichem Wert, Anklänge an Jugendstil und den Reformstil der Zeit um 1910. Ortsgeschichtlich von Bedeutung als Geburtshaus des Zoologen Heinrich Dathe, von 1954 bis 1990 Gründer und Direktor des Tierparks Berlin, seit 1982 Ehrenbürger der Stadt Reichenbach. Beschreibung siehe Nummer 3, im Giebel- und Dachbereich Veränderungen. | 09245423 |
| Direkt Bild zu diesem Denkmal hochladen | Mietshaus in geschlossener Bebauung | Weinholdstraße 3 (Karte)                                                                    | Um 1905 | Mit weiß glasierten Ziegeln belegtes Gebäude sowie Putzstuckdekoration, von baugeschichtlichem und städtebaulichem Wert, Anklänge an Jugendstil und den Reformstil der Zeit um 1910. Ornamente, Putzflächen, Fenster nur teilw. original, originale Haustür, dieses Gebäude bildet mit dem Nachbargebäude ein einheitliches Hausensemble, aufgrund der gleichartigen Fassadenausbildung, daher große städtebauliche Bedeutung, weiterhin baugeschichtlicher Wert aufgrund des guten Originalzustandes. | 09245422 |
| Direkt Bild zu diesem Denkmal hochladen | Mietshaus in geschlossener Bebauung | Weinholdstraße 9 (Karte)                                                                    | Um 1900 | Teil eines gleichartig gestalteten Straßenzuges, Historismusbau, von städtebaulichem sowie baugeschichtlichem Wert. Klinkermischbauweise, Erdgeschoss verändert, originale Haustür, Fenster verändert, Zwerchgiebel, oranger Klinker im Obergeschoss, dreigeschossig, waagerechte Fensterverdachung und Dreiecksgiebelchen. | 09245421 |
| Direkt Bild zu diesem Denkmal hochladen | Mietshaus in geschlossener Bebauung | Weinholdstraße 11 (Karte)                                                                   | Um 1900 | Als Teil eines geschlossenen Straßenzuges, Historismusbau, von städtebaulichem Wert sowie baugeschichtlicher Bedeutung. Klinkermischbauweise, originale Haustür, Fenster falsch, orangefarbener Klinker, einfache Fassadengliederung. | 09245420 |
| Direkt Bild zu diesem Denkmal hochladen | Mietshaus in geschlossener Bebauung | Weinholdstraße 13 (Karte)                                                                   | Um 1890 | Markantes Gebäude mit aufwändig dekorierter Fassade, Historismusbau, von baukünstlerischem und städtebaulichem Wert. Klinkermischbauweise, originale Fenster und Türen, Fensterverdachungen mit Dreiecksgiebelchen im ersten Obergeschoss, oranger Klinker, gesprengter Giebel am Risalit, Zwerchgiebel, dreieckiger Erker, dreigeschossig, Gauben original. | 09245418 |
|                                         | Weinholdschule (ehemals 1. Bürgerschule), davor Denkmal für den ehemaligen Schuldirektor Weinhold                                                                  | Weinholdstraße 14 (Karte)                                                                   | 1873–1874 | Baugeschichtlich, städtebaulich und ortsgeschichtlich von Bedeutung, die Schule ein Gründerzeitgebäude, das Weinhold-Denkmal von künstlerischem Wert. - Schuldirektor Weinhold (1849 bis 1871), Bronzebüste mit Marmorsockel - Schule: Mittelrisalit, Putzfassade, Mittelrisalit originale Fassadengliederung erhalten, allerdings falsch verputzt in falscher Farbgebung, originale Eingangstür, zwei Plastiken in Nischen eingestellt im ersten Obergeschoss, kannelierte Pilaster im zweiten Obergeschoss | 09245419 |
| Direkt Bild zu diesem Denkmal hochladen | Mietshaus in geschlossener Bebauung | Weinholdstraße 19 (Karte)                                                                   | Um 1906 | Städtebaulich und baugeschichtlich markantes Gebäude im Reformstil. Weiß glasierte Ziegel und Putz sowie Zierfachwerk, polygonale Eckausbildung mit Turm, Fachwerkerker, Fenster mit Jugendstilornamentik, teilweise farbige Gläser in Oberlichtern, Turm mit spitzer Haube, Gitter original. | 09245417 |
| Direkt Bild zu diesem Denkmal hochladen | Mietshaus in geschlossener Bebauung | Weinholdstraße 21 (Karte)                                                                   | Bezeichnet mit 1906 | Mit Laden, architektonisch ambitioniertes Gebäude im Reformstil, mit weiß glasierten Ziegeln verziert sowie Putzstuckdekoration und Zierfachwerk, von baugeschichtlichem und städtebaulichem Wert. Fachwerkelemente, ornamentaler Schmuck, originale Haustür, Jugendstilornamentik, einer der Läden original erhalten, reich dekoriertes Gebäude, spitzwinklig an der Straßenecke stehend mit polygonaler Eckausbildung, Laden an der Ecke sowie weiterer Laden, Fenster ursprünglich mit Sprossen, geteilte Oberlichter, so zum Beispiel auch an einem Laden erhalten, an der Ecke eingeschossiger Fachwerkerker, darüber Balkon, Dreieckgiebel, ebenfalls mit Zierfachwerk, am Traufbereich aufwändige Putzstuckdekoration mit Engelköpfen, im Erdgeschoss Putz, beide Obergeschosse mit weiß glasierten Ziegeln verblendet, Geländer und Halterung für Balkonkästen aus Eisen erhalten. | 09245416 |
| Direkt Bild zu diesem Denkmal hochladen | Ehemaliges Lagergebäude bzw. Fabrikationsgebäude im Hof, heute Wohnhaus                                                                                            | Weststraße 8 (Karte)                                                                        | Vor 1900 | Breit lagernder, gründerzeitlicher Putzbau in sehr gutem Originalzustand von baugeschichtlichem Wert, ortsgeschichtlich interessant als ehemalige Firma C. B. Grabner in Neumark, später Großhandelsbetrieb Boch & Co., Technischer Großhandel, auch zeitweise als Lagergebäude. Zeittypisches, im Hinterhof befindliches Wirtschaftsgebäude, zweigeschossig, zwei einachsige Seitenflügel, mittlere Gebäudeteil durch Dreieckgiebel und Haupteingang betont, im Erdgeschoss Segmentbogenfenster, ansonsten Rechteckfenster, Giebeldreiecke der Seitenflügel mit Rundfenstern, im Obergeschoss waagerechte Fensterverdachungen. | 09245388 |
| Direkt Bild zu diesem Denkmal hochladen | Mietshaus in halboffener Bebauung | Weststraße 11 (Karte)                                                                       | Um 1890 | Zeittypischer gründerzeitlicher Putzbau, von städtebaulichem und baugeschichtlichem Wert. Dreieckiger Erker, originale Fenster, Haustür überarbeitet, ursprünglich mit Laden. | 09245389 |
| Direkt Bild zu diesem Denkmal hochladen | Fabrikantenvilla | Weststraße 12 (Karte)                                                                       | Um 1895 | Mit reicher Innenausstattung, von künstlerischem Wert, trotz Eingriffen in die Fassade auch baugeschichtlich wertvoll und ortsgeschichtlich relevant. Auf hohem verputztem Sockel Erdgeschoss mit Putzrustizierung das Obergeschoss Klinkermauerwerk mit Rautenmustern, darüber Attikazone mit Stuckfries (dionysische Ikonografie), ein konvexer dreiachsiger Mittelrisalit auf neobarockem Ansatz verbindet die Geschosse und endete ursprünglich in einem filigranen Türmchen, das verloren ist. Überhaupt ist der Dachbereich (wie auch die Rückseite und der Eingangsbereich) stark und unsensibel verändert, angeblich erst nach 1990, der Drempel wurde anscheinend unproportional erhöht, im Innern auf zwei Etagen mehrere Räume mit aufwändiger und künstlerisch bedeutender Gestaltung, vor allem in Form von bemalten (zum Teil Holz-)Decken (Venedig, Jagd, Drolerien, arkadische Szenen u. a.), Türrahmungen, Ornamentfriesen und einer imposanten Treppe, zur „Kaiserzeit“-Ikonografie aus der Entstehungszeit kommen etwa 10 Jahre später noch Jugendstilverzierungen im Treppenhaus (unter anderem Bilderkartuschen) und jugendstilige Malereien im Eingangsbereich. Diese Ornamente wurden vom Vorbesitzer teilweise mit Ölfarbe überstrichen und müssen mühsam wieder freigelegt werden. Auch müsste die Logik der Raumfolge, zurzeit verstellt durch Trockenmauern, wieder hergestellt werden. | 09305311 |
|                                         | Mietshaus in Ecklage, mit Resten der seitlichen Einfriedung | Weststraße 13 (Karte)                                                                       | Um 1890 | Historismusbau mit Klinkerfassade, baugeschichtlich und städtebaulich von Bedeutung. Klinkermischbauweise, dreigeschossig, oranger Klinker, im Erdgeschoss Putzquaderung, zeittypische Verzierungen,Gauben und Fenster original, waagerechte Fensterverdachungen bzw. Dreiecksgiebelchen im ersten Obergeschoss. | 09245461 |
| Direkt Bild zu diesem Denkmal hochladen | Mietshaus in geschlossener Bebauung | Weststraße 17 (Karte)                                                                       | Um 1900 | Aufwändiger Klinkerbau des Historismus, authentisch, von baugeschichtlichem und städtebaulichem Wert. Gelber Klinker mit Zierelementen aus glasierten Ziegeln, originale Haustür, Fenster, Erker mit Klinkerornamentik, am Traufgesims Deutsches Band, originale Gauben. | 09245390 |
| Direkt Bild zu diesem Denkmal hochladen | Mietshaus in geschlossener Bebauung | Weststraße 18 (Karte)                                                                       | Um 1890 | Mit erhaltener Treppenhausausmalung, anspruchsvoller gründerzeitlicher Klinkerbau, im Stil der Neorenaissance, von baugeschichtlichem und städtebaulichem Wert. Klinkerfassade, ursprünglich Balkons, waagerechte Fensterverdachung oder Dreiecksgiebelchen im ersten Obergeschoss, dreigeschossig, fünf Achsen, originale Gauben, Fenster und Haustür, Fenstergitter an Kellerfenster, oranger Klinker. | 09245391 |
| Direkt Bild zu diesem Denkmal hochladen | Villa mit Einfriedung | Weststraße 20 (Karte)                                                                       | Bezeichnet mit 1887 | Gründerzeitbau von städtebaulichem und bauhistorischem Wert. Putzfassade, Mäanderfries, Fensterverdachungen mit Dreiecksgiebelchen im ersten Obergeschoss, zweigeschossig, farbige Putzflächen im Sockelbereich, Deutsches Band am Traufgesims. | 09245396 |
| Direkt Bild zu diesem Denkmal hochladen | Mietshaus in halboffener Bebauung (bauliche Einheit mit Nr. 20b, 21, 22 und 23)                                                                                    | Weststraße 20a (Karte)                                                                      | Um 1900 | Repräsentativer, das Straßenbild prägender, späthistoristischer Putzbau, von baukünstlerischer und baugeschichtlicher Bedeutung. Pilastergliederung, waagerechte Fensterverdachungen, am Seitenrisalit Haus-Nummer 20 a auch Dreieckgiebelverdachungen, künstlerisch und handwerklich bemerkenswerte Haustüren mit großen runden Oberlichtern, großflächigen Glaseinsätzen mit aufgesetzten Dekorationen in der Mitte der Verglasung, die Türblätter weiterhin dekoriert mit Fächerrosetten, Fensterbank- und Gurtgesims zwischen Erdgeschoss und erstem Obergeschoss. | 09245397 |
| Direkt Bild zu diesem Denkmal hochladen | Mietshaus in geschlossener Bebauung (bauliche Einheit mit Nr. 20a, 21, 22 und 23)                                                                                  | Weststraße 20b (Karte)                                                                      | Um 1900 | Baulich leicht überformter, späthistoristischer Putzbau, städtebaulich und baugeschichtlich von Bedeutung. Pilastergliederung, waagerechte Fensterverdachungen, am Seitenrisalit Haus-Nummer 20 a auch Dreieckgiebelverdachungen, künstlerisch und handwerklich bemerkenswerte Haustüren mit großen runden Oberlichtern, großflächigen Glaseinsätzen mit aufgesetzten Dekorationen in der Mitte der Verglasung, die Türblätter weiterhin dekoriert mit Fächerrosetten, Fensterbank- und Gurtgesims zwischen Erdgeschoss und erstem Obergeschoss | 09302339 |
| Direkt Bild zu diesem Denkmal hochladen | Mietshaus in geschlossener Bebauung (bauliche Einheit mit Nr. 20a, 20b, 22 und 23)                                                                                 | Weststraße 21 (Karte)                                                                       | Um 1900 | Aufwändig gestalteter, späthistoristischer Putzbau von baugeschichtlichem und städtebaulichem Wert. Dreigeschossig mit Mezzaningeschoss, Pilastergliederung, Rechteck- und Rundbogenfensteröffnungen in regelmäßiger Reihung, Sockel Naturstein, Erdgeschoss mit Putzquaderung und Putznutung, originale, reich verzierte Haustür. | 09245398 |
| Direkt Bild zu diesem Denkmal hochladen | Mietshaus in geschlossener Bebauung (bauliche Einheit mit Nr. 20a, 20b, 21 und 23)                                                                                 | Weststraße 22 (Karte)                                                                       | Um 1900 | Baulich leicht überformter, späthistoristischer Putzbau, städtebaulich und baugeschichtlich von Bedeutung. Reich verzierte Haustür mit Oberlicht, falscher Putz, originale Fenster, dreigeschossig, sechs Achsen. | 09245399 |
| Direkt Bild zu diesem Denkmal hochladen | Mietshaus in Ecklage (bauliche Einheit mit Nr. 20a, 20b, 21 und 22)                                                                                                | Weststraße 23 (Karte)                                                                       | Um 1900 | Repräsentativer, das Straßenbild prägender, späthistoristischer Putzbau, von baukünstlerischer und baugeschichtlicher Bedeutung. Reich verzierte Haustür mit Oberlicht, originale Fenster, Putznutung im Erdgeschoss, waagerechte Fensterverdachungen, dreigeschossig, Mezzaningeschoss, originale Gauben, halbrunder Eckerker über zwei Geschosse, ehemals Mietshaus, heute Ärztehaus. | 09245400 |
| Direkt Bild zu diesem Denkmal hochladen | Wohnhaus in Ecklage | Weststraße 24 (Karte)                                                                       | Um 1880 | Repräsentativer gründerzeitlicher Stadtpalast, im Stil der italienischen Neorenaissance, mit platzbildprägender Wirkung, in gutem Originalzustand, baugeschichtlich von Bedeutung. Sehr guter Originalzustand, reiche Fassadengliederung, dreigeschossig, vier Achsen in Weststraße, waagerechte Fensterverdachung und Dreiecksgiebelchen sowie Segmentgiebelchen, kannelierte Pilaster, kräftige Gesimse, Traufgesims mit Stuckverzierungen, Fenster und Haustür original. | 09245821 |
| Direkt Bild zu diesem Denkmal hochladen | Ladenfront mit Haustür | Weststraße 27 (Karte)                                                                       | Um 1890 | Aufwändig gestaltete, späthistoristische Schaufensterfront mit Putti, örtlich singulär, von bauhistorischer und künstlerischer Bedeutung. Gestaltung Laden mit reichem plastischen Schmuck besonders qualitätvoll, originale Schaufensterteilung. | 09245410 |
| Direkt Bild zu diesem Denkmal hochladen | Zwei gegenüberliegende Mietshauszeilen mit je sechs Mietshäusern (bauliche Einheit mit Hospitalstraße 1–22)                                                        | Wiesenstraße 12–17, 50–55 (Karte)                                                           | Um 1895 | Gründerzeitgebäude, Klinkerfassaden, für Arbeiterwohngebiet typische Bebauung, nur in wenigen Beispielen ist ein derartiges Wohngebiet so vollständig erhalten geblieben, baugeschichtlich und städtebaulich von Bedeutung. Vermutlich Arbeiterwohngebiet, Häuser in gleicher Gestaltung, Nummer 17 und 50 Eckgebäude, gleiche Gestaltung wie Hospitalstraße, alle zweigeschossig mit zweiachsigem Zwerchgiebel, Klinkerfassade, vier Achsen, schlichte Gliederung der Fassade durch leichtes Hervortreten einzelner Fassadenteile, kleine Kragsteine, dunkelroter Klinker mit gelber Klinkerornamentik, Gesimse, Sockelgeschosse bedingt durch Hanglage. | 09245721 |
| Direkt Bild zu diesem Denkmal hochladen | Mietshaus in geschlossener Bebauung | Wiesenstraße 56 (Karte)                                                                     | Um 1900 | Gründerzeitgebäude, baugeschichtlich und städtebaulich von Bedeutung. Putzfassade, sehr reiche Fassadengliederung, guter Originalzustand, schöne Haustür, fünf Achsen, zweigeschossig, Putzquaderung mit Diamantquadern im Erdgeschoss, reich gestaltetes Gesims, Eingang bekrönt mit Dreiecksgiebel, Kragsteine, Mittelfenster betont durch Segmentgiebelverdachung, ornamentale Verzierungen, Zwerchgiebel über zwei Achsen, Lisenen, im ersten Obergeschoss Putzquaderung. | 09245720 |
| Direkt Bild zu diesem Denkmal hochladen | Villa | Wiesenstraße 61 (Karte)                                                                     | Um 1895 | Historismusbau, Anklänge an den Schweizerhaus-Stil, baugeschichtlich von Bedeutung. Vermutlich ehemalige Fabrikantenvilla, eingeschossig, Klinkerfassade, Eckquaderung, Mittelrisalit, Frontispiz, Schwebegiebel verziert, Fensterverdachung mit waagerechtem Gebälk und Dreiecksgiebelchen, im Erdgeschoss Karyatide zwischen gebundenem Fenster, gelber Klinker, Sockel Polygonmauerwerk, an zwei Seiten Nischen, Plastik fehlt, Fenster teilweise erhalten. | 09245552 |
| Direkt Bild zu diesem Denkmal hochladen | Fabrikgebäude | Wiesenstraße 62 (Karte)                                                                     | Um 1905 | Gründerzeitgebäude, baugeschichtlich und ortsgeschichtlich von Bedeutung. Fabrik- und Verwaltungsgebäude (1879/1880, 1910) als dreigeschossiger Massivbau auf Souterrain, verputzt, mit Seiten- und Mittelrisalit, Frontispiz rundbogig, originale Fenster, Fassadengliederung mit Putznutung, Kolossalpilaster. | 09245551 |
| Direkt Bild zu diesem Denkmal hochladen | Mietshaus in geschlossener Bebauung | Zenkergasse 1 (Karte)                                                                       | Um 1910 | Mit Laden, im Reformstil der Zeit um 1910, von städtebaulichem und baugeschichtlichem Wert. Putzfassade, Ladenbereich verändert, viergeschossig, Erker über drei Etagen, zeittypische Verzierungen an Fassade, Putzstuck. | 09245641 |
|                                         | Wohn- und Geschäftshaus in Ecklage | Zenkergasse 2 (Karte)                                                                       | Um 1905 | Sehr schmaler, städtebaulich markanter, spätgründerzeitlicher Klinkerbau von baukünstlerischer, baugeschichtlicher und großer städtebaulicher Bedeutung. Einige Bauveränderungen, gelber Klinker, orangefarbener Klinker als Ornament, Fachwerkelemente am Erker, Läden, wichtig durch Ecklage für Ortsbild. | 09245612 |
| Direkt Bild zu diesem Denkmal hochladen | Wohnhaus in halboffener Bebauung | Zenkergasse 6 (Karte)                                                                       | Um 1895 | Mit Laden, gründerzeitliches, baulich leicht verändertes Gebäude in Klinkermischbauweise, von baugeschichtlichem und städtebaulichem Wert. Putznutung im Erdgeschoss, Gesims fehlt teilweise, Obergeschoss roter Klinker mit waagerechten Fensterverdachungen. | 09245610 |
| Direkt Bild zu diesem Denkmal hochladen | Mietshaus ehemals in geschlossener Bebauung | Zenkergasse 7 (Karte)                                                                       | Um 1905 | Mit Laden, original erhaltenes, späthistoristisches Gebäude, in Klinkerbauweise mit dekorativen glasierten Ziegeln und originaler Haustür, von baugeschichtlicher Bedeutung. Glasierte Ziegel, helle Klinker, originale Haustür und Fenster, dreigeschossig, sieben Achsen, zwei Läden im Erdgeschoss. | 09245611 |
| Direkt Bild zu diesem Denkmal hochladen | Wohnhaus in halboffener Bebauung | Zenkergasse 12 (Karte)                                                                      | Um 1905 | Mit Laden, Putzbau mit Fachwerkelementen, von baugeschichtlichem Wert. Fassade um 1905, Putzquaderung im Erdgeschoss, Fachwerkelemente. | 09245607 |
| Direkt Bild zu diesem Denkmal hochladen | Zwei Wohnhäuser in Ecklage, Kopfbauten einer Siedlungszeile | Ziegelweg 30 (Schönbacher Marktsteig 27) (Karte)                                            | Um 1930 | Mit angebautem Laden, Kopfbauten und Ladenbau einzig authentisches Relikt der Siedlung Ziegelweg und damit wichtigster Teil der Einfamilienreihenhausbebauung des „Reichsheimstättenwerkes“, städtebaulich und ortsgeschichtlich von Bedeutung. Zweigeschossig, Klinker um Fenster, Putzfassade, Satteldach, Stufengiebel, Laden Erdgeschoss mit Klinker, Kopfbau des Ziegelweges. | 09245560 |
| Weitere Bilder                          | Postamt, mit Toreinfahrt zum Hof | Zwickauer Straße 2, 4 (Karte)                                                               | 1904 | Repräsentatives späthistoristisches Gebäude, Anklänge an die deutsche Neorenaissance, in sehr gutem Originalzustand mit platzbildprägender, baugeschichtlicher sowie baukünstlerischer Bedeutung. Putzfassade, originale Fassadengliederung, zwei Torbogen, das eine mit Tor und Pforte, repräsentatives Gebäude, schmiedeeiserne Vergitterungen. | 09245613 |
| Direkt Bild zu diesem Denkmal hochladen | Mietshaus in Ecklage in geschlossener Bebauung | Zwickauer Straße 3 (Karte)                                                                  | Um 1910 | Städtebaulich bedeutsamer Putzbau in gutem Originalzustand, mit bemerkenswerter Ladenfront, im Reformstil der Zeit um 1910. Putzstuck, Erker über zwei Etagen, Ladenzone verändert, Haustür original. | 09245642 |
| Direkt Bild zu diesem Denkmal hochladen | Ladenzone eines Wohnhauses und Hintergebäude an der Zenkergasse | Zwickauer Straße 7 (Karte)                                                                  | Ende 19. Jahrhundert (Laden); um 1900 (Hinterhaus)                                                                                                | Aufwändig gestaltete Ladenfront in ursprünglicher Gestaltung (Haus baulich verändert), das Hintergebäude ein spätgründerzeitlicher Klinkerbau, baugeschichtlich von Bedeutung. Hintergebäude mit roter Klinkerfassade, frei stehend. Ladenfront gehört zu einem Mietshaus, das im oberen Bereich komplett verändert ist, im Erdgeschoss Putznutung sowie gusseiserne Säulen. | 09245614 |
| Direkt Bild zu diesem Denkmal hochladen | Mietshaus in geschlossener Bebauung | Zwickauer Straße 13 (Karte)                                                                 | Um 1900 | Mit Läden, zeittypischer Putzbau im Reformstil der Zeit um 1910, von städtebaulichem und baugeschichtlichem Wert. Originalzustand, zum Beispiel Läden, Putznutung, Haustüren und Fenster verändert, Obergeschoss mit Ornamentik um 1910, Putzfassade, dreigeschossig, sieben Achsen. | 09245615 |
| Direkt Bild zu diesem Denkmal hochladen | Mietshaus mit Laden in Ecklage in geschlossener Bebauung | Zwickauer Straße 15 (Karte)                                                                 | Um 1905 | Original erhaltener, spätgründerzeitlicher Klinkerbau von städtebaulichem und baugeschichtlichem Wert. Hellroter Klinker, dreigeschossig, Laden aus Entstehungszeit. | 09245619 |
| Direkt Bild zu diesem Denkmal hochladen | Mietshaus mit originalem Laden in halboffener Bebauung und schmiedeeisernes Hoftor                                                                                 | Zwickauer Straße 18 (Karte)                                                                 | Um 1890 (Mietshaus); 2. Hälfte 19. Jahrhundert (Gitter)                                                                                           | Repräsentativer gründerzeitlicher Putzbau von städtebaulichem, baugeschichtlichem und baukünstlerischem Wert, das Tor handwerklich-künstlerisch von Bedeutung. Ladenfront mit gusseisernen Säulen, Putznutung, Gesims, Deutsches Band, Betonfenstergewände, Fenster verändert, dreigeschossig, vier Achsen, Fries am Kranzgesims (besonders verziert), original erhaltener Gründerzeitbau mit originaler Fassadengliederung, Putz, verschiedene Gesimse und Fensterverdachungen. | 09245620 |
| Direkt Bild zu diesem Denkmal hochladen | Mietshaus in geschlossener Bebauung | Zwickauer Straße 27 (Karte)                                                                 | Um 1890 | Mit Läden, schlichter zeittypischer gründerzeitlicher Putzbau von baugeschichtlichem und städtebaulichem Wert. Dreigeschossig, sieben Achsen, repräsentatives Gebäude, Ladenzone erneuert, Gesims, guter originaler Zustand Fassade, Türen verändert, mit plastischem Schmuck. | 09245623 |
| Direkt Bild zu diesem Denkmal hochladen | Mietshaus in geschlossener Bebauung | Zwickauer Straße 38 (Karte)                                                                 | Um 1870 | Original erhaltener Gründerzeitbau mit anspruchsvoller Fassadengestaltung, von baugeschichtlicher und baukünstlerischer Bedeutung. Putzfassade, sechs Achsen, zweigeschossig, Mittelrisalit, drei rundbogige Fenster im Zwerchgiebel, Gesims, Fenster original, am Kranzgesims Fries und Kragsteine. | 09245490 |
| Direkt Bild zu diesem Denkmal hochladen | Wohnhaus in geschlossener Bebauung konzipiert | Zwickauer Straße 39 (Karte)                                                                 | Um 1890 | Architektonisch anspruchsvoller Putzbau, von baugeschichtlicher Bedeutung. Zweigeschossig, sieben Achsen, originale Haustür und Fenster, Kranzgesims mit Rankenfries, Satteldach, Putzquaderung, Erker im ersten Obergeschoss, Tür um 1905, mit Putzquaderung, Sandsteinverkleidung des Sockels, polygonalem Erker in der Mitte mit Putzstuckdekoration unter anderem Fries (laufender Hund), Kupferabdeckungen sowie Konsolfries und Kranzgesims, Schleppgauben verändert, originales Tor in der Tordurchfahrt. | 09245491 |
| Direkt Bild zu diesem Denkmal hochladen | Mietshaus in Ecklage | Zwickauer Straße 45 (Karte)                                                                 | Um 1895 | Reich dekorierter Historismusbau in sehr gutem Originalzustand, von baukünstlerischer und städtebaulicher Bedeutung. Humboldtbüste im zweiten Obergeschoss in Humboldtstraße, Balkons im Bogen hervorkragend, große Kragsteine an Balkons, reicher ornamentaler Fassadenschmuck, Putzfassade, viergeschossig, Eckerker gestützt, Putznutung teilweise im Erdgeschoss, auch figuraler Schmuck, originale Fenster, Treppenhaus mit Fliesen, Wohnungstüren, Treppengeländer, Fliesen, Haustür original. | 09245492 |
| Direkt Bild zu diesem Denkmal hochladen | Mietshaus in geschlossener Bebauung | Zwickauer Straße 47 (Karte)                                                                 | 2. Hälfte 19. Jahrhundert | Schlichter zeittypischer gründerzeitlicher Putzbau von städtebaulichem Wert. Dreigeschossig, fünf Achsen, schlichte Gestaltung, waagerechte Fensterverdachung im Obergeschoss, wichtig als Teil des Straßenzuges. | 09245494 |
| Direkt Bild zu diesem Denkmal hochladen | Mietshaus in geschlossener Bebauung | Zwickauer Straße 49 (Karte)                                                                 | Um 1890 | Gründerzeitlicher Putzbau, von städtebaulichem und baugeschichtlichem Wert. Dreigeschossig, sechs Achsen, zwei Seitenrisalite, originale Fenster und Türen, Risalite überhöht, Pilaster und Gebälk, waagerechte Fensterverdachung im ersten Obergeschoss, Putznutung im Erdgeschoss. | 09245495 |
| Direkt Bild zu diesem Denkmal hochladen | Mietvilla mit seitlicher Einfriedung und Garten | Zwickauer Straße 52 (Karte)                                                                 | Um 1890 | Aufwändig dekorierter Historismusbau, von baukünstlerischer, baugeschichtlicher und städtebaulicher Bedeutung. Zweigeschossig, im Obergeschoss sechs Achsen, Mezzaningeschoss, stark ausgeprägtes Gesims mit Fries, Putzquaderung im Erdgeschoss, reich verzierte originale Fenster im Erdgeschoss, Gitter an Tür reich verziert, am Haus Karyatiden an einem der Fenster im Obergeschoss, dort auch rundbogige Fensterverdachung, kannelierte Säulen, über Fenster figurale Verzierungen, Balkonanbau, im Inneren Treppenhausausmalung erhalten. | 09245493 |
| Direkt Bild zu diesem Denkmal hochladen | Mietshaus (Doppelmietshaus mit Nr. 65) in geschlossener Bebauung                                                                                                   | Zwickauer Straße 63 (Karte)                                                                 | Um 1900 | Teil des spätgründerzeitlichen Ensembles an der oberen Zwickauer Straße, baugeschichtlich und städtebaulich von Bedeutung. Klinkerfassade, orangeroter Klinker mit roten Klinkerbändern, Gesims, dreigeschossig, Eingang und Eingang Nummer 65 als Mittelrisalit ausgeprägt, Kragsteine im Traufgesims, Fenster und Türen erneuert, repräsentatives Gebäude, zurückhaltende Gestaltung. | 09245312 |
| Direkt Bild zu diesem Denkmal hochladen | Mietshaus (Doppelmietshaus mit Nr. 63) in geschlossener Bebauung                                                                                                   | Zwickauer Straße 65 (Karte)                                                                 | Um 1900 | Teil des spätgründerzeitlichen Ensembles an der oberen Zwickauer Straße, baugeschichtlich und städtebaulich von Bedeutung. Gleiche Gestaltung wie Nummer 63, aber originale Haustür. | 09245313 |
| Direkt Bild zu diesem Denkmal hochladen | Mietshaus in geschlossener Bebauung | Zwickauer Straße 67 (Karte)                                                                 | Bezeichnet mit 1905 | Teil des spätgründerzeitlichen Ensembles an der oberen Zwickauer Straße, Jugendstildekor, baugeschichtlich und städtebaulich von Bedeutung. Dreigeschossig, Frontispiz über drei Achsen, Haus vier Achsen, Jugendstilfenster mit Sprossenteilung der Oberlichter, Stuckornamentik Jugendstil, figurale und pflanzliche Motive als Verzierung, Putz beschädigt, Fenster im Erdgeschoss erneuert, originale Haustür, Fachwerkelemente am Zwerchgiebel. | 09245311 |
| Direkt Bild zu diesem Denkmal hochladen | Mietshaus in geschlossener Bebauung | Zwickauer Straße 69 (Karte)                                                                 | 1905 | Teil des spätgründerzeitlichen Ensembles an der oberen Zwickauer Straße, baugeschichtlich und städtebaulich von Bedeutung. Bezeichnet mit „F.W.“ an einem der Stuckzierelemente, Seitenrisalit, dreigeschossig, Zwerchgiebel mit aufwendiger Fachwerkverzierung, am Seitenrisalit ebenfalls Fachwerkelemente, Fenster erneuert, Haustür original. | 09245310 |
| Direkt Bild zu diesem Denkmal hochladen | Mietshaus in geschlossener Bebauung | Zwickauer Straße 70 (Karte)                                                                 | Um 1890 | Gründerzeitgebäude, baugeschichtlich und städtebaulich von Bedeutung, gleiche Gestaltung wie Nachbarhaus | 09245307 |
| Direkt Bild zu diesem Denkmal hochladen | Mietshaus in geschlossener Bebauung | Zwickauer Straße 71 (Karte)                                                                 | Um 1905 | Teil des spätgründerzeitlichen Ensembles an der oberen Zwickauer Straße, baugeschichtlich und städtebaulich von Bedeutung. Klinkerfassade, im Erdgeschoss weißglasierte Ziegel, Köpfchen als Zierelement, Spiegel unter Fenstern in beiden Obergeschossen mit Betonreliefs verziert, fünf Achsen, Kragsteine am Traufgesims. | 09245309 |
| Direkt Bild zu diesem Denkmal hochladen | Mietshaus in geschlossener Bebauung | Zwickauer Straße 72 (Karte)                                                                 | Um 1890 | Mit Laden, Gründerzeitgebäude, baugeschichtlich und städtebaulich von Bedeutung. Sehr guter Originalzustand, sechs Achsen, dreigeschossig, originale Türen und Fenster, waagerechte Fensterverdachung bzw. Dreiecksgiebelchen, Gesims. | 09245306 |
| Direkt Bild zu diesem Denkmal hochladen | Mietshaus in geschlossener Bebauung | Zwickauer Straße 73 (Karte)                                                                 | Um 1905 | Teil des spätgründerzeitlichen Ensembles an der oberen Zwickauer Straße, baugeschichtlich und städtebaulich von Bedeutung. Vier Achsen, dreigeschossig, Klinkermischbauweise, Haus stark vereinfacht, einfachste Haus im Straßenzug, aber wichtig als Komplettierung des Bauensembles, des geschlossenen Straßenzuges. | 09245305 |
| Direkt Bild zu diesem Denkmal hochladen | Mietshaus in geschlossener Bebauung | Zwickauer Straße 75 (Karte)                                                                 | Um 1907 | Teil des spätgründerzeitlichen Ensembles an der oberen Zwickauer Straße baugeschichtlich und städtebaulich von Bedeutung. Mit Erker, Gesimsband als Zierelement, vermutlich Beton, dreieckiger Erker über zwei Geschosse, Fensteroberlichter mit Sprossenteilung, Türmchen mit polygonalem Grundriss, Zwerchgiebel, Haustür original, Balkone. | 09245304 |
| Direkt Bild zu diesem Denkmal hochladen | Mietshaus in geschlossener Bebauung | Zwickauer Straße 76 (Karte)                                                                 | Um 1895 | Mit Laden, Gründerzeitgebäude, baugeschichtlich und städtebaulich von Bedeutung. Dreigeschossig, fünf Achsen, waagerechte Fensterverdachungen bzw. mit Dreiecksgiebelchen und Segmentgiebeln, Putzornamentik, Gesims, Gauben original, Satteldach. | 09245303 |
| Direkt Bild zu diesem Denkmal hochladen | Mietshaus in geschlossener Bebauung | Zwickauer Straße 77 (Karte)                                                                 | Um 1905 | Jugendstildekor, Teil des spätgründerzeitlichen Ensembles an der oberen Zwickauer Straße, baugeschichtlich und städtebaulich von Bedeutung. Dreigeschossig, Zwerchgiebel, Dachausbau mit Fachwerk, im zweiten Obergeschoss ebenfalls Fachwerkelemente, dazu Zierelemente: Muscheln, Blattmotive, Vorrichtung für Balkonkasten, Fenster im ersten Obergeschoss verziert, Putzfassade, originale Haustür und Fenster mit Sprossenteilung der Oberlichter. | 09245302 |
| Direkt Bild zu diesem Denkmal hochladen | Mietshaus mit Laden in geschlossener Bebauung | Zwickauer Straße 79 (Karte)                                                                 | Um 1907 | Baugeschichtlich und städtebaulich von Bedeutung, Teil des spätgründerzeitlichen Ensembles an der oberen Zwickauer Straße. Laden aus Entstehungszeit, Reste der Ladenausstattung, weißglasierte Ziegel, Fenster teilweise erhalten mit Sprossenteilung der Oberlichter, repräsentatives Gebäude, Haustür original, städtebaulich bedeutsam durch Straße, die auf Haus zuführt. | 09245301 |
| Direkt Bild zu diesem Denkmal hochladen | Wohnhaus in geschlossener Bebauung | Zwickauer Straße 80 (Karte)                                                                 | 2. Hälfte 19. Jahrhundert | Mit Laden, baugeschichtlich von Bedeutung. Zweigeschossig, sechs Achsen, Putzfassade, Dachgeschoss mit Fachwerk. | 09245609 |
| Direkt Bild zu diesem Denkmal hochladen | Mietshaus in geschlossener Bebauung | Zwickauer Straße 81 (Karte)                                                                 | Um 1905 | Teil des spätgründerzeitlichen Ensembles an der oberen Zwickauer Straße, baugeschichtlich und städtebaulich von Bedeutung. Putzfassade mit blauglasierten Ziegeln verziert, schöne, repräsentative Gestaltung, schlichter Putzstuck, originale Türen, Fenster ursprünglich mit Sprossenteilung der Oberlichter, nur teilweise original erhalten. | 09245300 |
| Direkt Bild zu diesem Denkmal hochladen | Mietshaus in geschlossener Bebauung | Zwickauer Straße 83 (Karte)                                                                 | Bezeichnet mit 1906 | Jugendstildekor, Teil des spätgründerzeitlichen Ensembles an der oberen Zwickauer Straße, baugeschichtlich und städtebaulich von Bedeutung. Klinkerfassade mit Betonzierelementen, Blattmotive unter anderem ornamentale Verzierungen, originale Haustür und Fenster, Fensteroberlichter mit Sprossenteilung, oranger Klinker. | 09245298 |
| Direkt Bild zu diesem Denkmal hochladen | Mietshaus in geschlossener Bebauung | Zwickauer Straße 85 (Karte)                                                                 | Bezeichnet mit 1908 | Teil des spätgründerzeitlichen Ensembles an der oberen Zwickauer Straße, baugeschichtlich und städtebaulich von Bedeutung. Eines der qualitätvollsten Häuser des Straßenzuges, gelbglasierte Ziegel, Betonzierelemente um Türen und Fenster, hervorgehobener Erker mit Ornamentik, Bleiglasfenstern, originale Haustür, dreigeschossig, Zwerchgiebel. | 09245297 |
| Direkt Bild zu diesem Denkmal hochladen | Mietshaus in geschlossener Bebauung | Zwickauer Straße 87 (Karte)                                                                 | Um 1905 | Klinkerbau, Teil des spätgründerzeitlichen Ensembles an der oberen Zwickauer Straße, baugeschichtlich und städtebaulich von Bedeutung. Dreigeschossig, ausgebauter Zwerchgiebel über zwei Achsen, orangeroter Klinker, originale Fenster und Türen, sparsame Gestaltung. | 09245295 |
| Direkt Bild zu diesem Denkmal hochladen | Mietshaus in geschlossener Bebauung | Zwickauer Straße 89 (Karte)                                                                 | Um 1905 | Teil des spätgründerzeitlichen Ensembles an der oberen Zwickauer Straße, baugeschichtlich und städtebaulich von Bedeutung. Klinkermischbauweise, schlichtere Gestaltung. | 09245294 |
| Direkt Bild zu diesem Denkmal hochladen | Mietshaus in geschlossener Bebauung | Zwickauer Straße 91 (Karte)                                                                 | Um 1905 | Teil des spätgründerzeitlichen Ensembles an der oberen Zwickauer Straße, baugeschichtlich und städtebaulich von Bedeutung. Klinkermischbauweise, zeittypische Ornamentik, guter Originalzustand, Erdgeschoss orangeroter Klinker. | 09245293 |
| Direkt Bild zu diesem Denkmal hochladen | Fabrikgebäude | Zwickauer Straße 92, 94 (Karte)                                                             | 1883 | Gründerzeitgebäude in Klinkerbauweise, ehemals Maßindustrie, baugeschichtlich, ortsgeschichtlich und städtebaulich von Bedeutung. Klinkerfassade mit Jugendstilfenstern und Haustür, reich verziert, dreigeschossig, roter Klinker, an Fenstern gelbglasierte Klinker als Zierelemente, Volutengiebeln und Zwerchgiebel. | 09245488 |
| Direkt Bild zu diesem Denkmal hochladen | Villa mit Garten | Zwickauer Straße 93 (Karte)                                                                 | Um 1890 | Prachtvoller Historismusbau im Stil der deutschen Neorenaissance, baugeschichtlich, ortsgeschichtlich und städtebaulich von Bedeutung. Klinkermischbauweise, Natursteinen, Fensterverdachungen, oranger Klinker, Erker, unregelmäßiger Grundriss, Turm, originale Fenster und Türen, Polygonsockel mit Eckquaderung und Bossenquaderung. | 09245487 |
| Direkt Bild zu diesem Denkmal hochladen | Friedhof Reichenbach (Sachgesamtheit) | Zwickauer Straße 115 (Karte)                                                                | 19./20. Jahrhundert | Sachgesamtheit Friedhof Reichenbach (Vogtl.), mit folgenden Einzeldenkmalen: zwei Verwaltungsgebäude, Friedhofskapelle (Parentationshalle mit Krematorium), Friedhofseinfriedung und mehrere Erbbegräbnisse (siehe Einzeldenkmale 09302431), sowie gärtnerisch gestaltete Friedhofsanlage; die Verwaltungsbauten Gründerzeitgebäude, die Parentationshalle im expressionistischen Stil und Anklängen an die Neue Sachlichkeit, baugeschichtlich, gartenkünstlerisch und ortsgeschichtlich von Bedeutung | 09245321 |
| Direkt Bild zu diesem Denkmal hochladen | Zwei Verwaltungsgebäude, Friedhofskapelle (Parentationshalle mit Krematorium), Friedhofseinfriedung und mehrere Erbbegräbnisse (Einzeldenkmale zu ID-Nr. 09245321) | Zwickauer Straße 115 (Karte)                                                                | Um 1895 (Friedhofsverwaltung); 1928–1929 (Krematorium)                                                                                            | Einzeldenkmale der Sachgesamtheit Friedhof Reichenbach; die Verwaltungsbauten Gründerzeitgebäude, die Parentationshalle im expressionistischen Stil und Anklängen an die Neue Sachlichkeit, baugeschichtlich und ortsgeschichtlich von Bedeutung. - Verwaltungsgebäude: verändert, modernisiert, eines mit Uhrtürmchen - Kapelle: Bauhausanklang, sachliche Bauweise, klare Gliederung, Kubus, Kellenputz, Plastik über Eingang, Klinkersockel - Grabstätten zum Teil mit Plastiken, originaler, schmiedeeiserner Einfassung, schlichte Gestaltung dominiert - Grabstätte Schreiterer antikisierende Elemente - Krematorium der 1920er Jahre nach Entwurf von Architekt Rudolf Ladewig - Erbbegräbnisse und Grabstätten: Familie Paul Schleber und Anna verwitwete Gruner, Johann Christian Braun, Ferdinand und Heinrich Braun, Ruhestätte Klad, Dürr, Oskar Müller, Familie Stark, Oskar Schneider, Hermann Schreiterer, Familie Braune - Weiterhin Grabmal Werner: schwarzer polierter Stein mit Spitzbogenöffnung, davor Skulptur zweier Bücher, 1932 vom Bildhauer Kober, Reichenbach - In der Südwest-Ecke des Friedhofs ein weiteres Grabmal Werner, hier nur relevant (künstlerischer Wert) ein Zementrelief „Morgen, Mittag, Abend“: drei Figuren, Objekt soll transloziert werden, um 1930? | 09302431 |
|                                         | Eisenbahnersiedlung Reichenbach (Sachgesamtheit) | Zwickauer Straße 162–186 (gerade), Ringstraße 1–11, Landschänkenweg 1 (Karte)               | 1929–1931 | Sachgesamtheit Eisenbahnersiedlung Reichenbach (Vogtl.), bestehend aus 25 Mehrfamilienhäusern an der Zwickauer Straße, an der Ringstraße und am Landschänkenweg, einige mit Läden und Zwischenbauten (alle Sachgesamtheitsteile); regelmäßige Siedlungsanlage von sozialgeschichtlichem, baugeschichtlichem und städtebaulichem Wert. Putzfassade, geplante Anlage mit Staffelung der Häuser, Platzbildung, Arkaden, Läden, Weg zum Stadion, dort Öffnung der Anlage, zum Teil mit Fensterläden, Werksteinsockel, zu Wohnhöfen geordnet, zwei Komplexe, zum Teil Satteldächer mit Staffelgiebel oder Walmdächer, Zwischenbauten, im Obergeschoss Putzflächen mit Nutung, farbig gefasst (ocker, porphyr, orange), zum Teil Eingangsbereiche farbig abgesetzt, andere Gebäude mit Klinkertüreinfassung und Klinkersockel, in dieser Siedlung auch die Einzelgebäude architektonisch qualitätvoll gestaltet. | 09245443 |
| Direkt Bild zu diesem Denkmal hochladen | Villa mit Gartenanlage | Zwickauer Straße 201 (Karte)                                                                | Um 1905 | Prächtiger Späthistorismusbau, baugeschichtlich von Bedeutung. Stufengiebel mit Voluten und Türmchen, Rundbogenfries am Kranzgesims, ursprünglich Sprossenteilung der Fensteroberlichter, Fachwerkelemente, Vorbau mit Porphyr zum Beispiel Geländer, geschädigt, originale Haustür, sehr gute Innenausstattung, zum Beispiel Holztäfelung im Treppenhaus, originale Zimmertüren, außen Polygonmauerwerk Sockel, sehr guter Originalzustand. | 09245561 |

## Ehemalige Denkmäler
| Bild                                    | Bezeichnung                          | Lage                                 | Datierung           | Beschreibung | ID       |
| --------------------------------------- | ------------------------------------ | ------------------------------------ | ------------------- | --- | -------- |
| Direkt Bild zu diesem Denkmal hochladen | Wohnhaus in offener Bebauung         | Marienstraße 13 (Karte)              | Um 1880             | Prachtvoller Gründerzeitbau, baugeschichtlich und städtebaulich von Bedeutung. Eventuell Villa, originale Putzstruktur, Türen, Fenster, Putznutung, zweigeschossig, Lisenen, Nischen, repräsentative Straßenfassade, reiche Fassadengliederung, Säulen und anderes. 2013 abgerissen.  | 09245445 |
| Direkt Bild zu diesem Denkmal hochladen | Seitengebäude eines Bauernhofes      | Oberreichenbacher Straße 113 (Karte) | Um 1800             | Obergeschoss verbrettert, mit Oberlaube, baugeschichtlich von Bedeutung. Dreijochige Oberlaube, nicht überkragend, Erdgeschoss massiv, vermutlich unterfahren, massives Obergeschoss, verschiedene Bauphasen, wichtig wegen Seltenheit Oberlauben. Zwischen 2008 und 2016 abgerissen. | 09245690 |
| Direkt Bild zu diesem Denkmal hochladen | Cunsdorfer Schule (Pestalozzischule) | Pestalozzistraße 7 (Karte)           | 1912                | Im Reformstil der Zeit um 1910, bau- und ortsgeschichtlich von Bedeutung. Zwischen 2016 und 2018 abgerissen. | 09245274 |
| Direkt Bild zu diesem Denkmal hochladen | Wohnhaus in offener Bebauung         | Solbrigplatz 7 (Karte)               | Um 1880             | Strukturbestandteil der besonderen Platzbebauung, städtebaulich bedeutsamer, gründerzeitlicher Putzbau. Putzfassade, originale Fenster und Türen, dreigeschossig, fünf Achsen, wichtig für Platzwirkung. Zwischen 2008 und 2016 abgerissen.                                           | 09245403 |
| Direkt Bild zu diesem Denkmal hochladen | Mietshaus in geschlossener Bebauung  | Zenkergasse 29 (Karte)               | Bezeichnet mit 1910 | Mit Laden, Späthistorismusbau, baugeschichtlich und städtebaulich von Bedeutung. Jugendstilornamentik, datiert, Putzspiegel, glasierte Ziegel, weiß, Fenster teilweise original, relativ einfaches Gebäude in Klinkermischbauweise. Zwischen 2008 und 2016 abgerissen.                | 09245415 |

## Tabellenlegende
- Bild: Bild des Kulturdenkmals, ggf. zusätzlich mit einem Link zu weiteren Fotos des Kulturdenkmals im Medienarchiv Wikimedia Commons. Wenn man auf das Kamerasymbol klickt, können Fotos zu Kulturdenkmalen aus dieser Liste hochgeladen werden:
- Bezeichnung: Denkmalgeschützte Objekte und ggf. Bauwerksname des Kulturdenkmals
- Lage: Straßenname und Hausnummer oder Flurstücknummer des Kulturdenkmals. Die Grundsortierung der Liste erfolgt nach dieser Adresse. Der Link (Karte) führt zu verschiedenen Kartendiensten mit der Position des Kulturdenkmals. Fehlt dieser Link, wurden die Koordinaten noch nicht eingetragen. Sind diese bekannt, können sie über ein Tool mit einer Kartenansicht einfach nachgetragen werden. In dieser Kartenansicht sind Kulturdenkmale ohne Koordinaten mit einem roten bzw. orangen Marker dargestellt und können durch Verschieben auf die richtige Position in der Karte mit Koordinaten versehen werden. Kulturdenkmale ohne Bild sind an einem blauen bzw. roten Marker erkennbar.
- Datierung: Baubeginn, Fertigstellung, Datum der Erstnennung oder grobe zeitliche Einordnung entsprechend des Eintrags in der sächsischen Denkmaldatenbank
- Beschreibung: Kurzcharakteristik des Kulturdenkmals entsprechend des Eintrags in der sächsischen Denkmaldatenbank, ggf. ergänzt durch die dort nur selten veröffentlichten Erfassungstexte oder zusätzliche Informationen
- ID: Vom Landesamt für Denkmalpflege Sachsen vergebene, das Kulturdenkmal eindeutig identifizierende Objekt-Nummer. Der Link führt zum PDF-Denkmaldokument des Landesamtes für Denkmalpflege Sachsen. Bei ehemaligen Kulturdenkmalen können die Objektnummern unbekannt sein und deshalb fehlen bzw. die Links von aus der Datenbank entfernten Objektnummern ins Leere führen. Ein ggf. vorhandenes Icon  führt zu den Angaben des Kulturdenkmals bei Wikidata.

## Ausführliche Denkmaltexte
1. ↑  Wasserturm in der Ringstraße 18:
 Stetig steigende Bevölkerungszahlen, die eine Folge des starken industriellen Aufschwungs waren, erforderten zu Beginn des 20. Jahrhunderts eine Neustrukturierung der Wasserversorgung in vielen Städten des Vogtlands. Mit dem Bau der Talsperre Muldenberg (1920–1925) bei Schöneck im oberen Vogtland wurde dieses Vorhaben Realität. Neben Reichenbach schlossen sich weitere 14 Städte und Gemeinden zum Wasserversorgungsverband Talsperre Muldenberg zusammen und profitierten ab 1925 von einer stabilen Wasserzuführung. Als damals zweitgrößte Stadt des Vogtlands war Reichenbach Hauptabnehmer im Wasserversorgungsverband und benötigte zur Wasserspeicherung einen neuen Hochbehälter, mit dessen Planung der Stadtarchitekt Rudolf Ladewig betraut wurde. Ladewig entwarf einen 28 Meter hohen Wasserturm mit 1000 m³ Fassungsvermögen, der Ende 1926 nach nur sechsmonatiger Bauzeit in Betrieb genommen werden konnte und seitdem das Wahrzeichen der Stadt ist. Mit der Ausführung des annähernd quadratischen Stahlbetonbaus wurde die Eisenbetonbau AG in Chemnitz beauftragt, die Bauleitung hatte Ingenieur Kurt Zahn vom Reichenbacher Wasserwerk inne.
Betont wird der expressionistische, gelb gefasste Turm durch die weit auskragenden Gurtgesimse, die die insgesamt sieben Geschosse voneinander trennen. Das Kranzgesims, hinter dem ein durchfenstertes Dachgeschoss zurückspringt und so eine Aussichtsplattform ausbildet, ist dabei besonders kräftig gestaltet. 1927–1928 richtete man in den unteren drei, mit liegend rechteckigen Fenstern ausgestatteten Ebenen des Wasserturms eine Gastwirtschaft mit zugehöriger Wohnung sowie eine Jugendherberge ein, wofür östlich ein zusätzlicher Treppenturm angebaut wurde. Stadtseitig ist dem Wasserturm eine Terrasse vorgelagert, die über Stufen in die von Pergolen gerahmte, tiefer liegende Gartenanlage überleitet. Die technische Ausstattung des Turms wurde im Zuge der Sanierung 1997–1998 erneuert. Dabei ersetzte man die beiden bauzeitlichen Stahlbeton-Wasserbehälter durch vier zylindrische Edelstahltanks. Als Wasserturm, Aussichtsturm, Jugendherberge, Gaststätte und Wahrzeichen der Stadt Reichenbach wurde und wird der Turm bis heute vielen Funktionen gerecht. Seine funktional-gestalterische Einheit im Stil der klassischen Moderne verleiht ihm baugeschichtlichen Wert, der im Zusammenhang mit der Gartenanlage um die gartenkünstlerische Ebene erweitert wird. Zugleich ist er ein wichtiges Zeugnis der Entwicklung der zentralen städtischen Wasserversorgung Reichenbachs.